# 下关市
下關市（日语：／ Shimonoseki shi */?）是位於日本山口縣的城市，為本州最西端的都市，其主要市區過去曾稱為馬關，也正是中日关系史中著名的馬關條約簽署地點。轄區西側為日本海，東南側為瀨戶內海周防灘，南側以關門海峽與九州相隔；主要市區位於關門海峽北岸的下关港周邊，與海峽對岸的北九州市之間有關門鐵路隧道、關門國道隧道、關門橋可以往來，兩地也因此共同形成關門都市圈。
下關市雖不是山口縣的首府，但卻坐擁山口县內最多的人口數，也是山口縣內唯一的中核市，為中國地方內人口第五多的城市，次於廣島市、岡山市、倉敷市、福山市。
下關市的主要產業包括食品、造船、制造、水产、观光等产业，著名企業包括神戶製鋼所、禧瑪諾、日吉华、日清食品、普利司通、三菱重工業等均在此設有工廠。下關最知名的漁獲是河魨和鮟鱇魚，亦為全日本捕獲量最高的地方；此外由於自古以來就是捕鯨的主要據點，下關至今仍為日本捕鯨的基地。

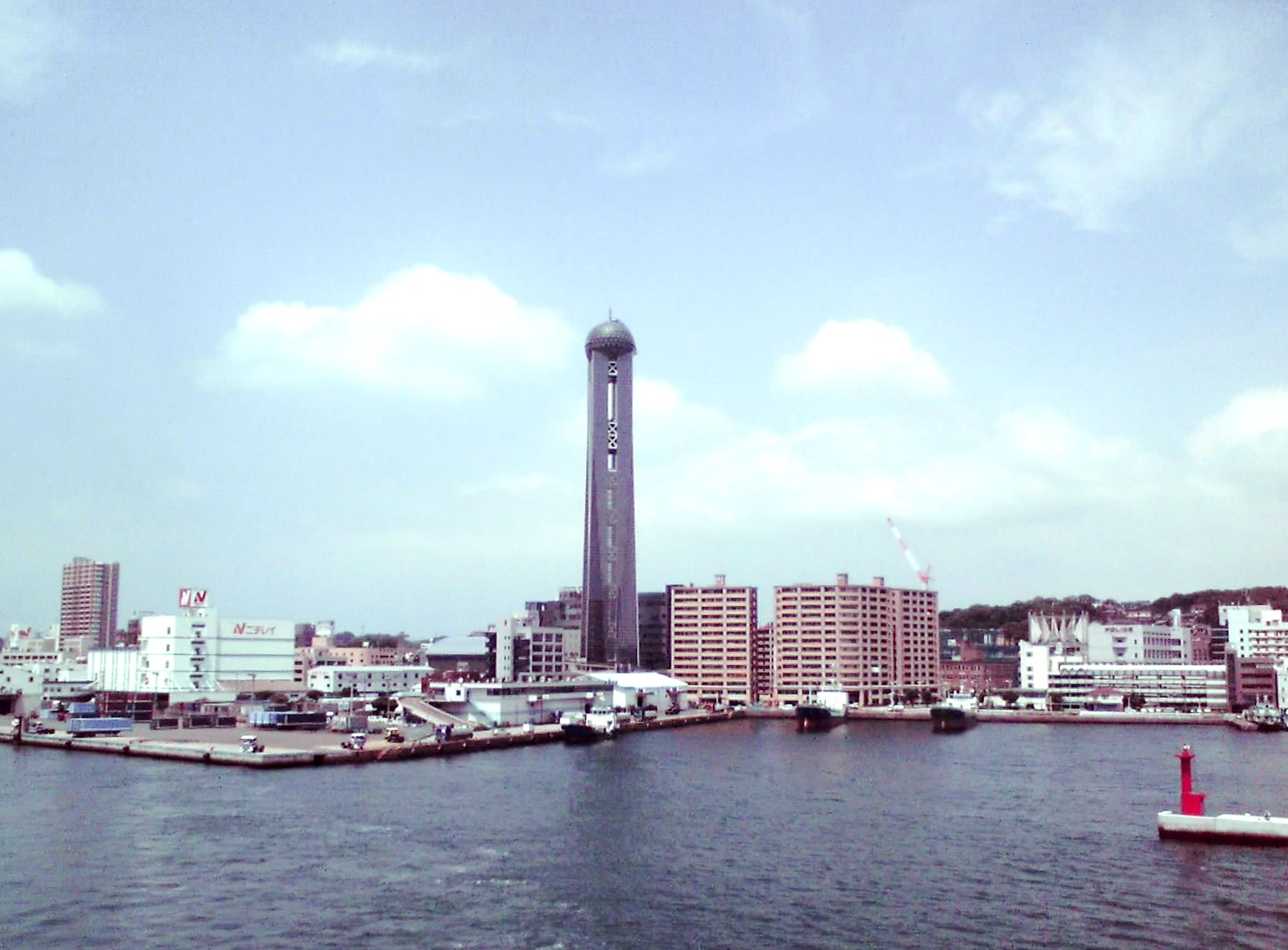
下關市街景

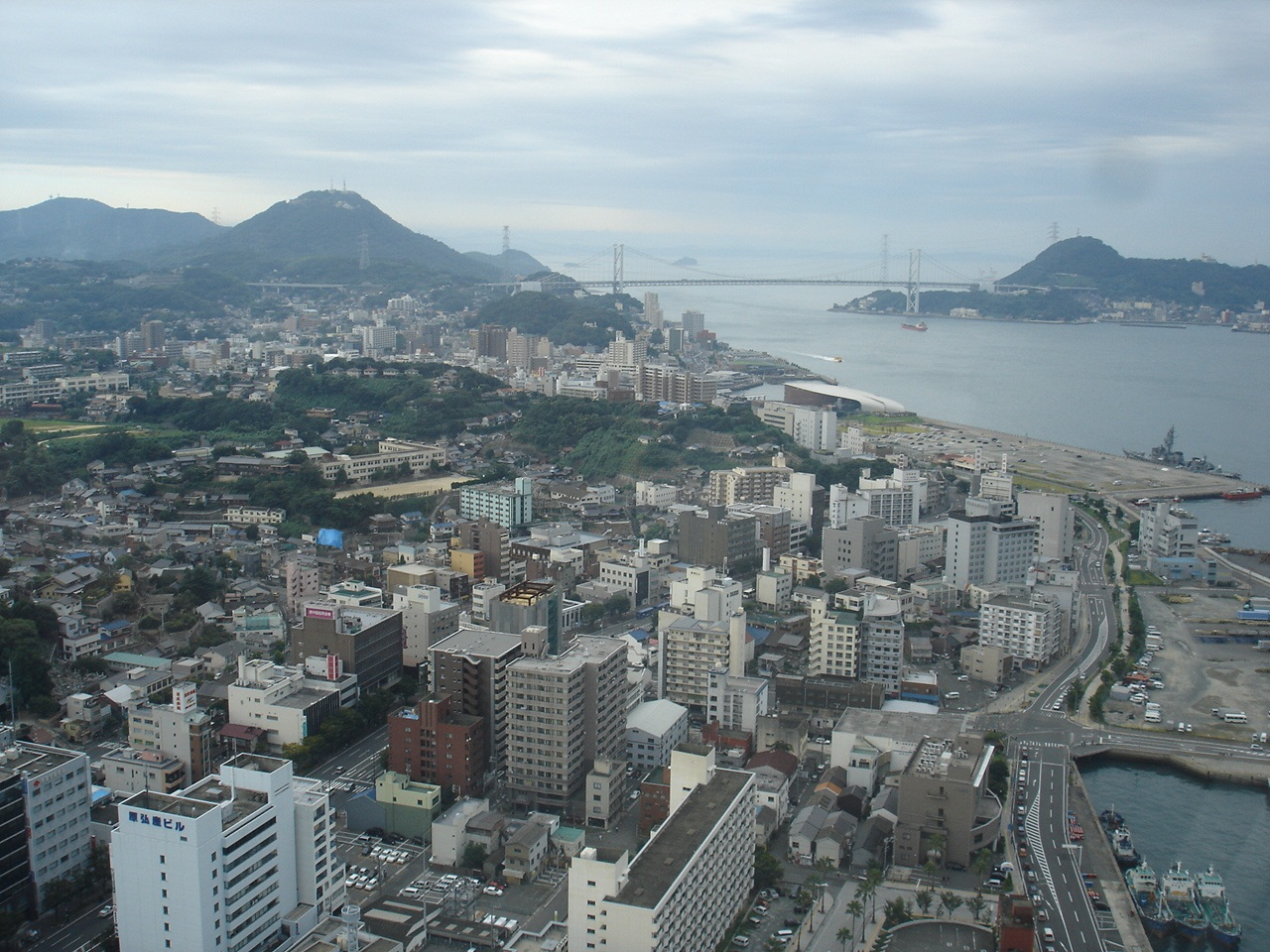
下關市區與關門海峽，遠處橋梁為關門橋

## 人口
| 下关市人口分布圖 |                                               |  |
| 下关市與日本全國年齡別人口分布比較圖 （2005年資料） | 下关市的年齡、男女別人口分布圖 （2005年資料） |  |
| ■紫色是下关市 ■綠色是全国 | ■藍色是男性 ■紅色是女性                       |  |
| 下关市人口變化 \| 1970年 \| 315,603人 \| \| \| 1975年 \| 322,300人 \| \| \| 1980年 \| 325,478人 \| \| \| 1985年 \| 324,585人 \| \| \| 1990年 \| 315,643人 \| \| \| 1995年 \| 310,717人 \| \| \| 2000年 \| 301,097人 \| \| \| 2005年 \| 290,693人 \| \| \| 2010年 \| 280,947人 \| \| \| 2015年 \| 268,517人 \| \| \| 2020年 \| 255,051人 \| \| |                                               |  |
| 資料來源：日本總務省統計中心提供之人口普查數據 |                                               |  |
| 1970年 | 315,603人                                     |  |
| 1975年 | 322,300人                                     |  |
| 1980年 | 325,478人                                     |  |
| 1985年 | 324,585人                                     |  |
| 1990年 | 315,643人                                     |  |
| 1995年 | 310,717人                                     |  |
| 2000年 | 301,097人                                     |  |
| 2005年 | 290,693人                                     |  |
| 2010年 | 280,947人                                     |  |
| 2015年 | 268,517人                                     |  |
| 2020年 | 255,051人                                     |  |

## 歷史
現在的下關市大部分轄區在令制國時代屬於長門國豐浦郡，長門國的國府也設在現在的長府地區。現今主要市區所在的下關港周邊，過去稱為「赤間關」（あかまがせき），亦寫作訓讀相同的「赤馬關」（あかまがせき，音讀），也被簡稱為「馬關」（ばかん），成為其通稱。在12世紀發生的源平合戰中最後一場戰役壇之浦之戰就發生在一旁的壇之浦。
由於下關市位於日本本州的最西端，自古就是日本前往中國、朝鮮半島的樞紐。13世紀，鎌倉幕府為了預防中國的元朝入侵，曾在此設立長門探題，負責前線的防衛準備。14世紀，進入南北朝時代後，此地連同整個長門國和關門海峽對岸的豐前國都成為大內氏的勢力範圍。大內氏為直接管理赤間關的港口，在此設置代官管理，同時負責接待往返朝鮮和明的外交使節。
16世紀中，毛利氏取代了大內氏，成為此地的掌權者。江戶時代後，毛利氏的長州藩在此設立支藩長府藩和清末藩。
19世紀，由於長州藩成為倒幕運動的中心，此地曾先後發生下關戰爭和长州征讨。
明治維新後，於1878年設立了赤間關區。1889年日本實施市制時，改設為赤間關市，成為日本第一批設立為市的城市之一，也是山口縣內唯一的市。
由於地處瀨戶內海西側的出口，隨著日本的崛起，1887年大日本帝國陸軍在此設置了下關要塞。1894年，日本與大清帝國發生甲午戰爭；隔年長州藩出身的伊藤博文擔任日方全權代表與大清帝國展開和談。伊藤博文考慮到在此可以在關門海峽上展示日本派遣至遼東半島的軍艦以威嚇清國的代表，決定將會談地點選於此地；雙方之後也在此簽署《馬關條約》。
1902年，赤間關市更名為下關市。1905年起，往返朝鮮的定期航班關釜聯絡船開始營運，開始有大量的朝鮮人自此進出日本，因此至今下關市區內仍有大量朝鮮人居住。
1920年代至1950年代之間，陸續併入周邊的生野村、長府町、安岡町、川中村、小月町、清末村、王司村、勝山村、吉見村、內日村。
1950年，現在日本職棒中央聯盟橫濱DeNA海灣之星的前身－大洋鯨隊在成軍之時，曾以下關市的下關球場為主場，但由於經營狀況不佳，1953年大洋鯨隊與松竹知更鳥隊合併後即將主場遷往大阪。
2002年下關市成為特例市，2005年下關市與周邊的菊川町、豐田町、豐浦町、豐北町合併為重新設立的下關市，新的下關市在同一年也升格為中核市。

### 變遷表
| 1889年4月1日              | 1889年 - 1926年           | 1889年 - 1926年            | 1926年 - 1954年            | 1926年 - 1954年            | 1955年 - 1989年            | 1955年 - 1989年            | 1989年 - 現在              | 現在                       |
| ------------------------- | ------------------------- | -------------------------- | -------------------------- | -------------------------- | -------------------------- | -------------------------- | -------------------------- | -------------------------- |
| 赤間關市                  | 1902年 改名為下關市。     | 1902年 改名為下關市。      | 下關市                     | 下關市                     | 下關市                     | 下關市                     | 2005年2月13日 合併為下關市 | 2005年2月13日 合併為下關市 |
| 豐東下村                  | 1898年9月1日 改名為生野村 | 1921年1月10日 併入下關市   | 下關市                     | 下關市                     | 下關市                     | 下關市                     | 2005年2月13日 合併為下關市 | 2005年2月13日 合併為下關市 |
| 彥島村                    | 彥島村                    | 1921年10月1日 改制為彥島町 | 1933年3月20日 併入下關市   | 下關市                     | 下關市                     | 下關市                     | 2005年2月13日 合併為下關市 | 2005年2月13日 合併為下關市 |
| 長府村                    | 1911年4月1日 改制為長府町 | 1911年4月1日 改制為長府町  | 1937年3月26日 併入下關市   | 下關市                     | 下關市                     | 下關市                     | 2005年2月13日 合併為下關市 | 2005年2月13日 合併為下關市 |
| 豐西中村                  | 1910年7月1日 改名為安岡村 | 1925年2月11日 改名為安岡町 | 1937年11月15日 併入下關市  | 下關市                     | 下關市                     | 下關市                     | 2005年2月13日 合併為下關市 | 2005年2月13日 合併為下關市 |
| 豐西下村                  | 1914年9月1日 改名為川中村 | 1914年9月1日 改名為川中村  | 1937年11月15日 併入下關市  | 下關市                     | 下關市                     | 下關市                     | 2005年2月13日 合併為下關市 | 2005年2月13日 合併為下關市 |
| 小月村                    | 小月村                    | 小月村                     | 1932年11月3日 改制為小月町 | 1939年5月17日 併入下關市   | 下關市                     | 下關市                     | 2005年2月13日 合併為下關市 | 2005年2月13日 合併為下關市 |
| 清末村                    |                           |                            |                            | 1939年5月17日 併入下關市   | 下關市                     | 下關市                     | 2005年2月13日 合併為下關市 | 2005年2月13日 合併為下關市 |
| 豐東前村                  | 1898年9月1日 改名為王司村 | 1898年9月1日 改名為王司村  | 1898年9月1日 改名為王司村  | 1939年5月17日 併入下關市   | 下關市                     | 下關市                     | 2005年2月13日 合併為下關市 | 2005年2月13日 合併為下關市 |
| 豐東上村                  | 1898年9月1日 改名為勝山村 | 1898年9月1日 改名為勝山村  | 1898年9月1日 改名為勝山村  | 1939年5月17日 併入下關市   | 下關市                     | 下關市                     | 2005年2月13日 合併為下關市 | 2005年2月13日 合併為下關市 |
| 豐西上村                  | 豐西上村                  | 1922年10月1日 改名為吉見村 | 1922年10月1日 改名為吉見村 | 1939年5月17日 併入下關市   | 下關市                     | 下關市                     | 2005年2月13日 合併為下關市 | 2005年2月13日 合併為下關市 |
| 內日村                    | 內日村                    | 內日村                     | 內日村                     | 內日村                     | 1955年11月1日 併入下關市   | 下關市                     | 2005年2月13日 合併為下關市 | 2005年2月13日 合併為下關市 |
| 內日村                    | 內日村                    | 內日村                     | 內日村                     | 內日村                     | 1955年4月10日 合併為菊川町 |                            | 2005年2月13日 合併為下關市 | 2005年2月13日 合併為下關市 |
| 豐東鄉村                  | 1899年4月1日 改名為楢崎村 | 1899年4月1日 改名為楢崎村  | 1899年4月1日 改名為楢崎村  | 1951年4月1日 合併為菊川村  |                            |                            | 2005年2月13日 合併為下關市 | 2005年2月13日 合併為下關市 |
| 岡枝村                    |                           |                            |                            | 1951年4月1日 合併為菊川村  |                            |                            | 2005年2月13日 合併為下關市 | 2005年2月13日 合併為下關市 |
| 豐東村                    |                           |                            |                            |                            |                            |                            | 2005年2月13日 合併為下關市 | 2005年2月13日 合併為下關市 |
| 豐田奧村                  | 1899年4月1日 改名為西市村 | 1924年2月11日 改制為西市町 | 1924年2月11日 改制為西市町 | 1954年10月1日 合併為豐田町 | 1954年10月1日 合併為豐田町 | 1954年10月1日 合併為豐田町 | 2005年2月13日 合併為下關市 | 2005年2月13日 合併為下關市 |
| 豐田上村                  | 1912年4月1日 改名為殿居村 | 1912年4月1日 改名為殿居村  | 1912年4月1日 改名為殿居村  | 1954年10月1日 合併為豐田町 | 1954年10月1日 合併為豐田町 | 1954年10月1日 合併為豐田町 | 2005年2月13日 合併為下關市 | 2005年2月13日 合併為下關市 |
| 豐田中村                  |                           |                            |                            | 1954年10月1日 合併為豐田町 | 1954年10月1日 合併為豐田町 | 1954年10月1日 合併為豐田町 | 2005年2月13日 合併為下關市 | 2005年2月13日 合併為下關市 |
| 豐田下村                  |                           |                            |                            | 1954年10月1日 合併為豐田町 | 1954年10月1日 合併為豐田町 | 1954年10月1日 合併為豐田町 | 2005年2月13日 合併為下關市 | 2005年2月13日 合併為下關市 |
| 小串村                    | 小串村                    | 1925年5月1日 改制為小串町  | 1925年5月1日 改制為小串町  | 1925年5月1日 改制為小串町  | 1925年5月1日 改制為小串町  | 1956年7月1日 豐浦町        | 2005年2月13日 合併為下關市 | 2005年2月13日 合併為下關市 |
| 豐西東村                  | 1898年9月1日 改名為黑井村 | 1898年9月1日 改名為黑井村  | 1898年9月1日 改名為黑井村  | 1898年9月1日 改名為黑井村  | 1955年4月1日 合併為豐浦町  | 1956年7月1日 豐浦町        | 2005年2月13日 合併為下關市 | 2005年2月13日 合併為下關市 |
| 豐西村                    |                           |                            |                            |                            | 1955年4月1日 合併為豐浦町  | 1956年7月1日 豐浦町        | 2005年2月13日 合併為下關市 | 2005年2月13日 合併為下關市 |
| 川棚村                    |                           |                            |                            |                            | 1955年4月1日 合併為豐浦町  | 1956年7月1日 豐浦町        | 2005年2月13日 合併為下關市 | 2005年2月13日 合併為下關市 |
| 宇賀村                    |                           |                            |                            |                            | 1955年4月1日 合併為豐浦町  | 1956年7月1日 豐浦町        | 2005年2月13日 合併為下關市 | 2005年2月13日 合併為下關市 |
| 1955年4月1日 合併為豐北町 |                           |                            |                            |                            |                            |                            | 2005年2月13日 合併為下關市 | 2005年2月13日 合併為下關市 |
| 神田下村                  | 1918年5月1日 改名為神田村 | 1918年5月1日 改名為神田村  | 1918年5月1日 改名為神田村  | 1918年5月1日 改名為神田村  |                            |                            | 2005年2月13日 合併為下關市 | 2005年2月13日 合併為下關市 |
| 神玉村                    |                           |                            |                            |                            |                            |                            | 2005年2月13日 合併為下關市 | 2005年2月13日 合併為下關市 |
| 角島村                    |                           |                            |                            |                            |                            |                            | 2005年2月13日 合併為下關市 | 2005年2月13日 合併為下關市 |
| 阿川村                    |                           |                            |                            |                            |                            |                            | 2005年2月13日 合併為下關市 | 2005年2月13日 合併為下關市 |
| 粟野村                    |                           |                            |                            |                            |                            |                            | 2005年2月13日 合併為下關市 | 2005年2月13日 合併為下關市 |
| 瀧部村                    |                           |                            |                            |                            |                            |                            | 2005年2月13日 合併為下關市 | 2005年2月13日 合併為下關市 |
| 田耕村                    |                           |                            |                            |                            |                            |                            | 2005年2月13日 合併為下關市 | 2005年2月13日 合併為下關市 |

## 行政
市政府本廳設於唐戶地區房的南部町，轄區內屬於舊下關市的區域還設有12個支所，2005年合併前的菊川町、丰田町、丰浦町、丰北町區域則分別設置綜合支所，市政的管理即以這16個區域加上市政府本廳周邊區域共劃分為17個地區：本厅地区、川中地区、安冈地区、吉见地区、胜山地区、彦岛地区、长府地区、王司地区、清末地区、小月地区、王喜地区、吉田地区、内日地区、菊川地区、丰田地区、丰浦地区、丰北地区。
下關市和北側的長門市在眾議院議員總選舉中屬於山口縣第4區；自1996年日本採用小選區制以來，該選區連續9屆均由曾任內閣總理大臣的安倍晉三當選至其遇刺身亡為止，後由吉田真次在2023年4月舉行的補選當選。

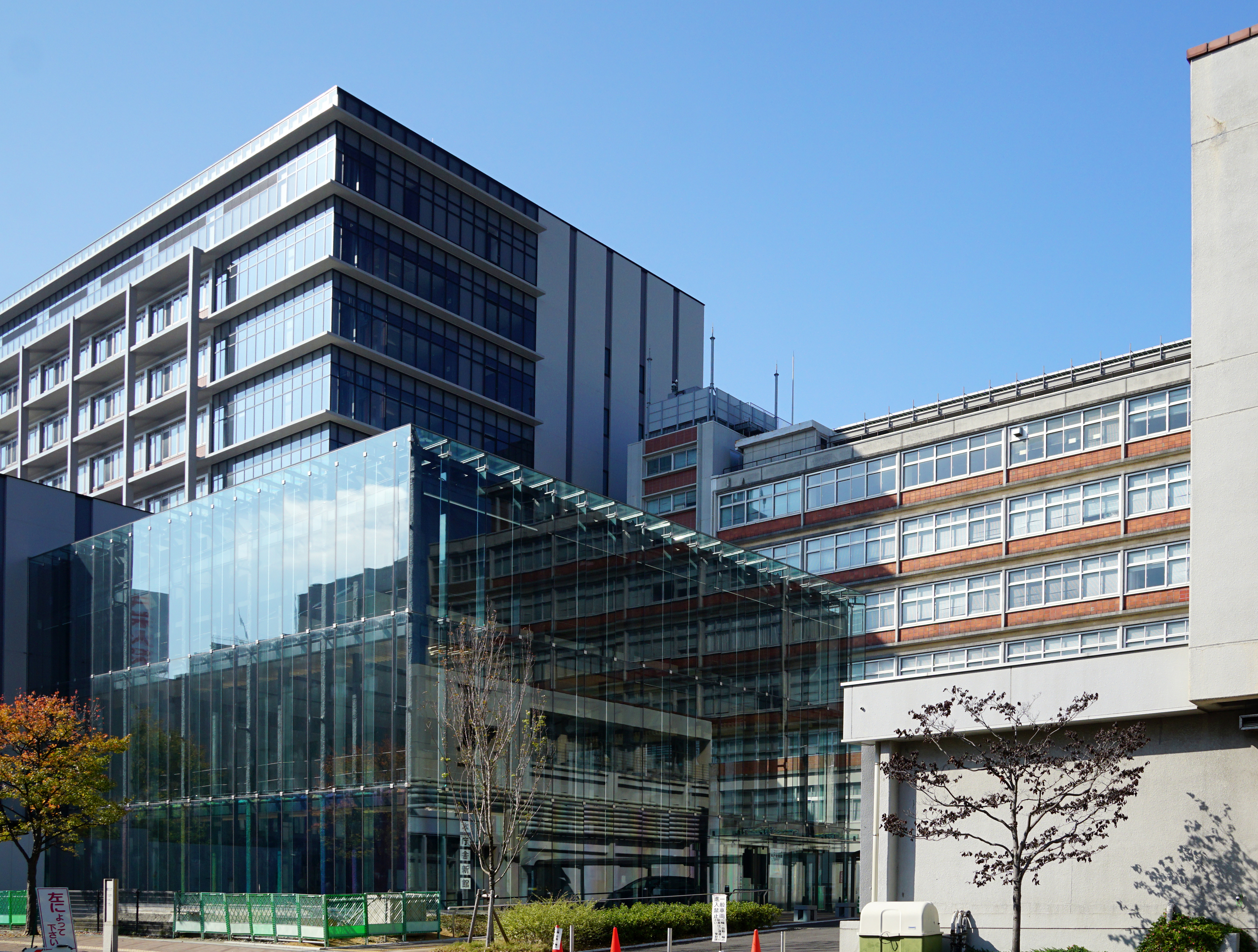
下關市政府大樓
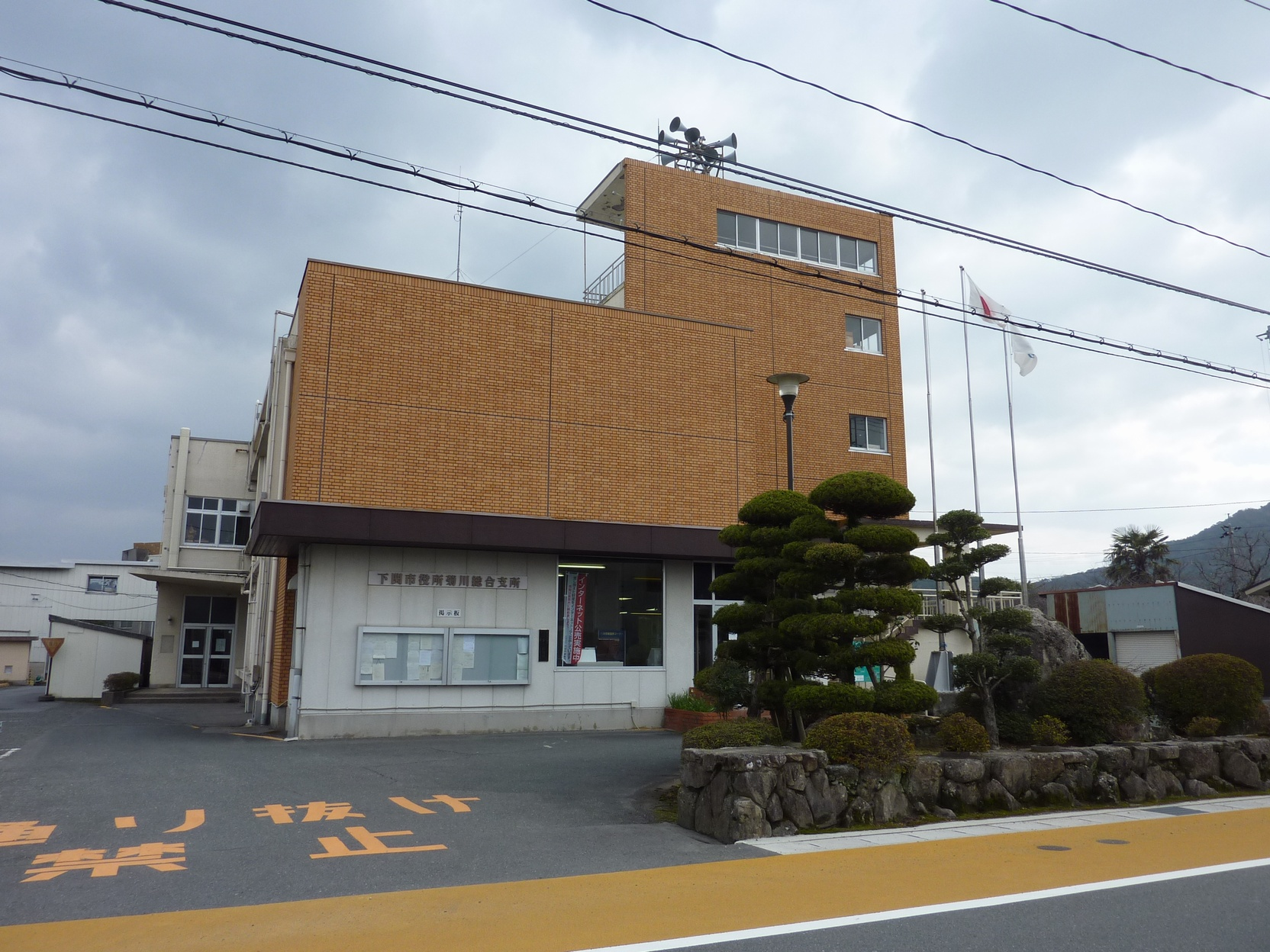
下關市政府菊川綜合支所

## 交通

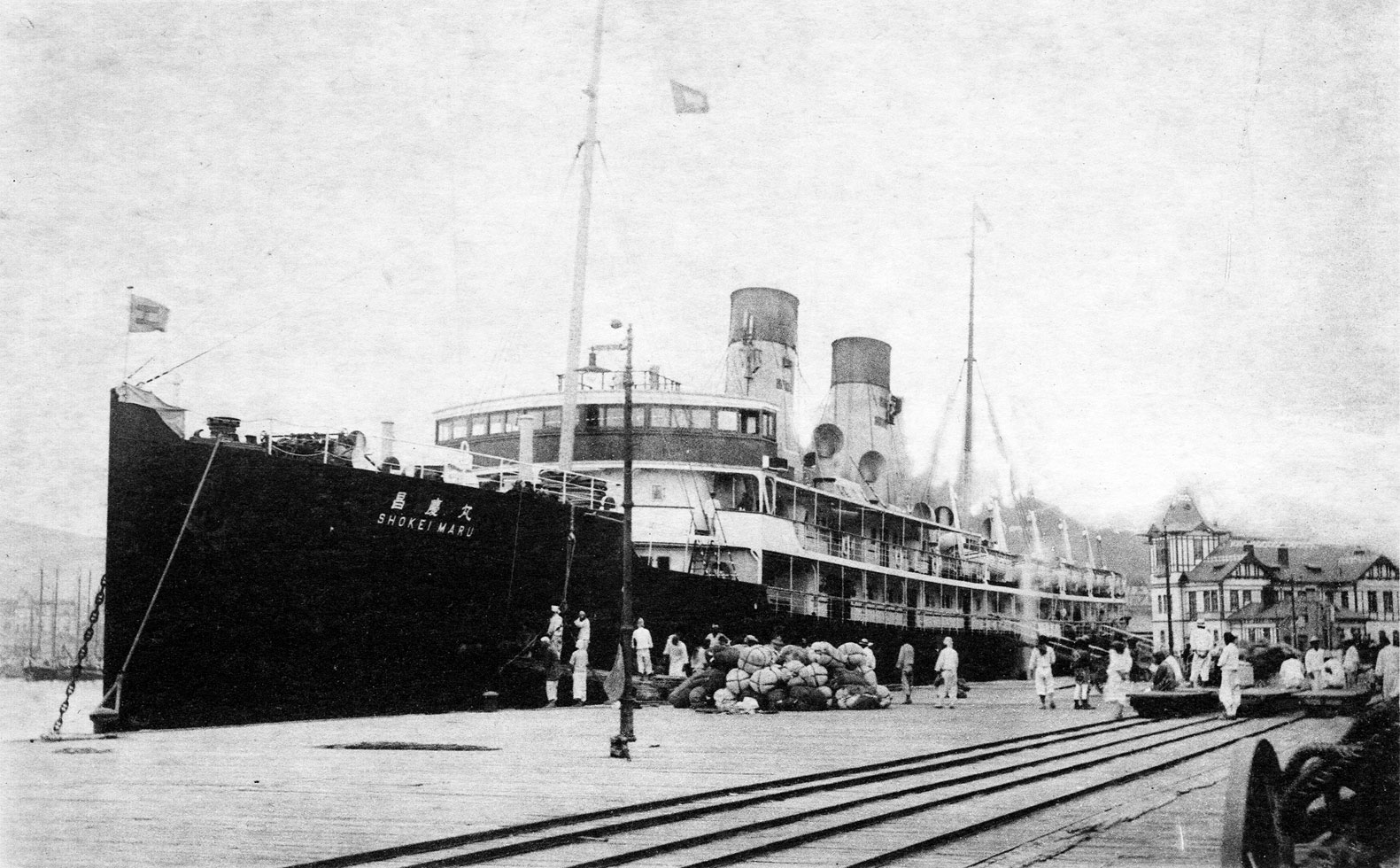
過去停靠在下關港的關釜聯絡船昌慶丸

由於下关地处日本本州与九州两大岛交接處，也是山陽道與山陰道的交會處；在海域上亦是從瀨戶內海往西離開日本的關口，因此自古以來就是日本自往西的交通樞紐。
過去下关站曾是鐵路山陽本線的終點站，旅客在此下鐵路後，再搭乘關門聯絡船前往九州，或是越洋船班前往朝鮮半島或是中國；隨著日本的勢力向西方海外擴張，20世紀初期下关港開始經營往返朝鮮半島的定期輪船關釜聯絡船；在二次大戰結束之際，下關港也是在日朝鲜人和韩国人返回朝鮮半島的主要港口，至今下關港仍有日本唯一每天都有船班的國際定期海上航線－關釜渡輪。
隨著城市的發展，過去在市區內還曾有山陽電氣軌道、長門鐵道多條市區內的軌道交通路線；但在1942年關門鐵路隧道通車後，列車可直接駛入九州，下關車站失去其在全日本交通中的關鍵地位，也連帶影響這些軌道交通的營運，這兩家軌道交通業者也在1950年代至1960年代之間陸續停止營運。

### 港口

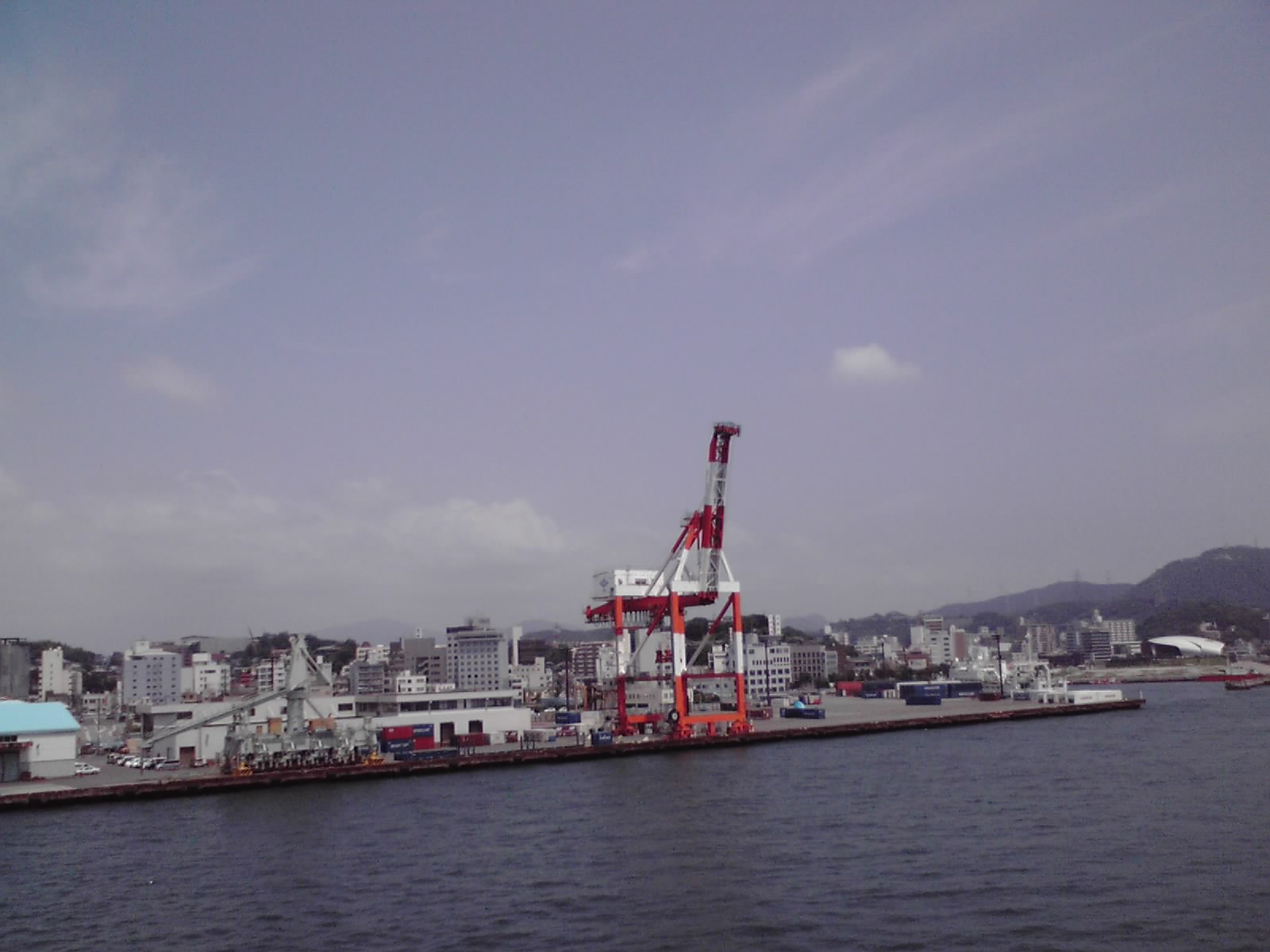
下关港（岬之町地区）

目前下关港的下關港國際客運站有兩條定期國際航班，包括每日1航次的關釜渡輪往返韓國釜山廣域市（釜山港國際客運碼頭）、每週2航次的蘇州下關渡輪往返中國江蘇省太倉市。
過去還曾有奧林汽船往返光陽渡輪往返韓國全羅南道光陽市和中國山東省青島市，而這兩條航線已先後在2012年和2015年停駛營運。
在唐戶地區則有關門汽船所經營的渡輪穿越關門海峽到對岸的門司港。

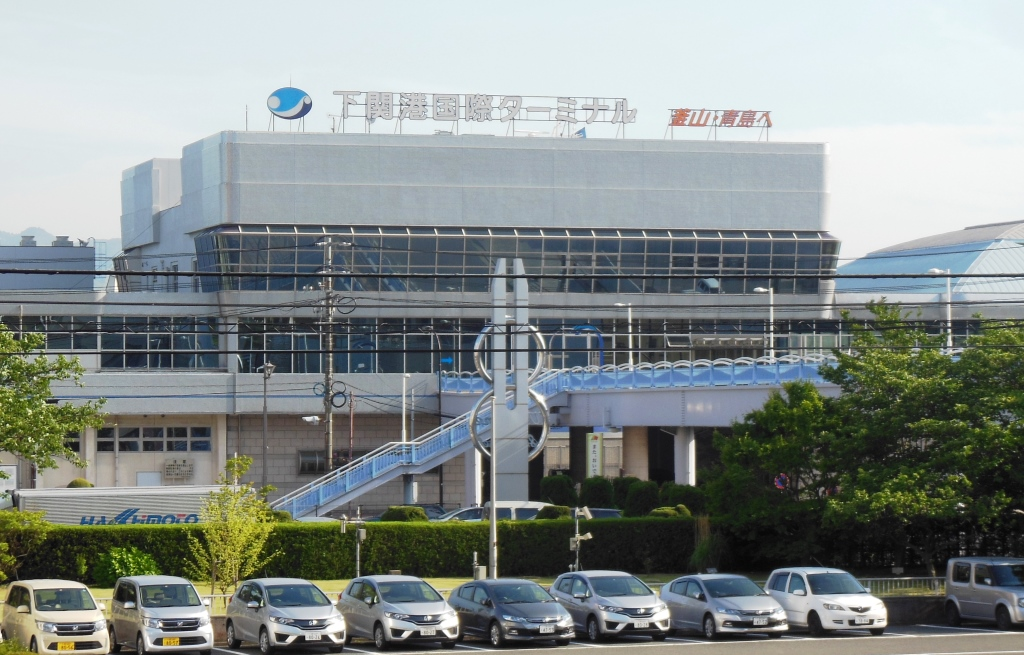
下關港國際客運站
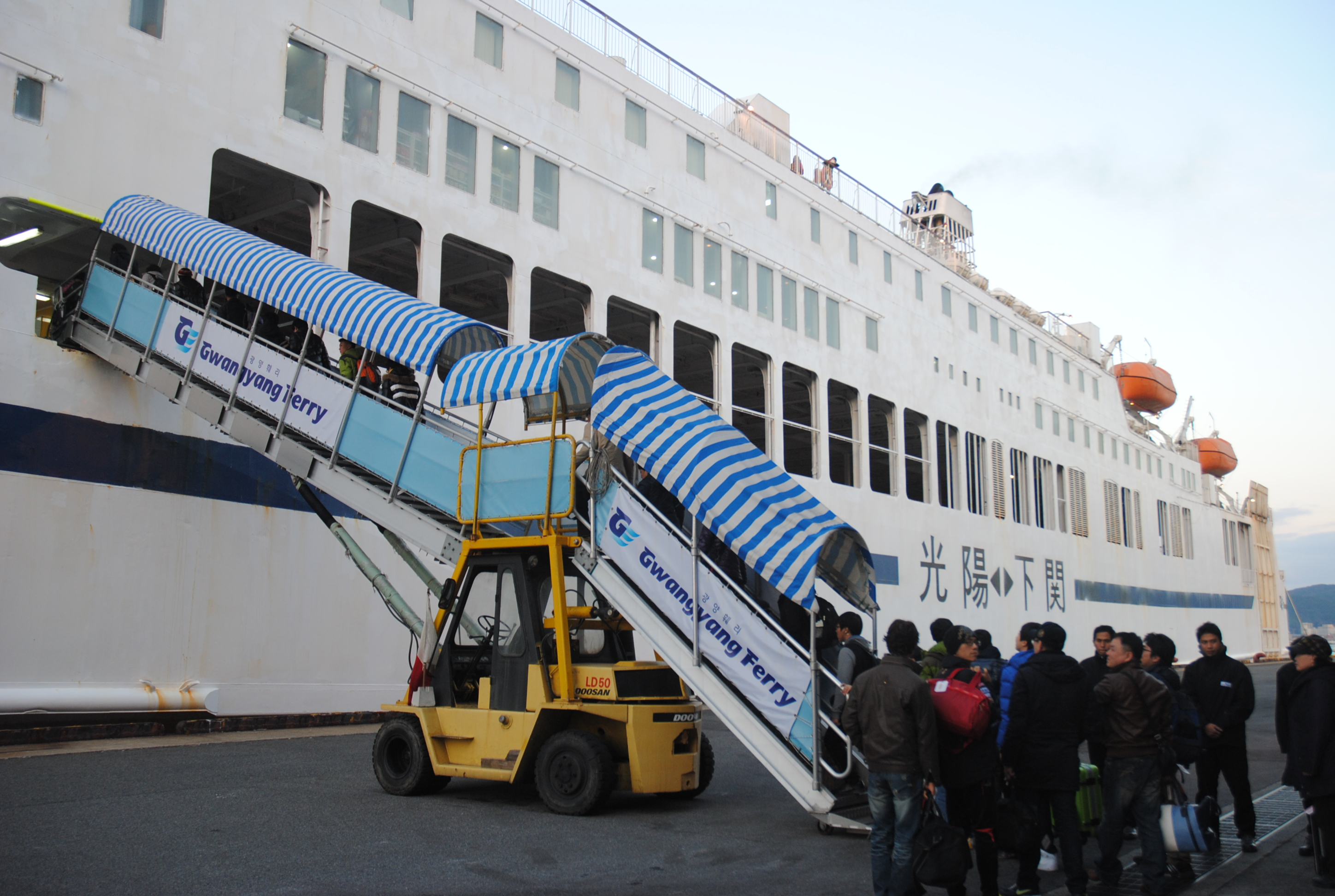
停靠在下關港的光陽渡輪
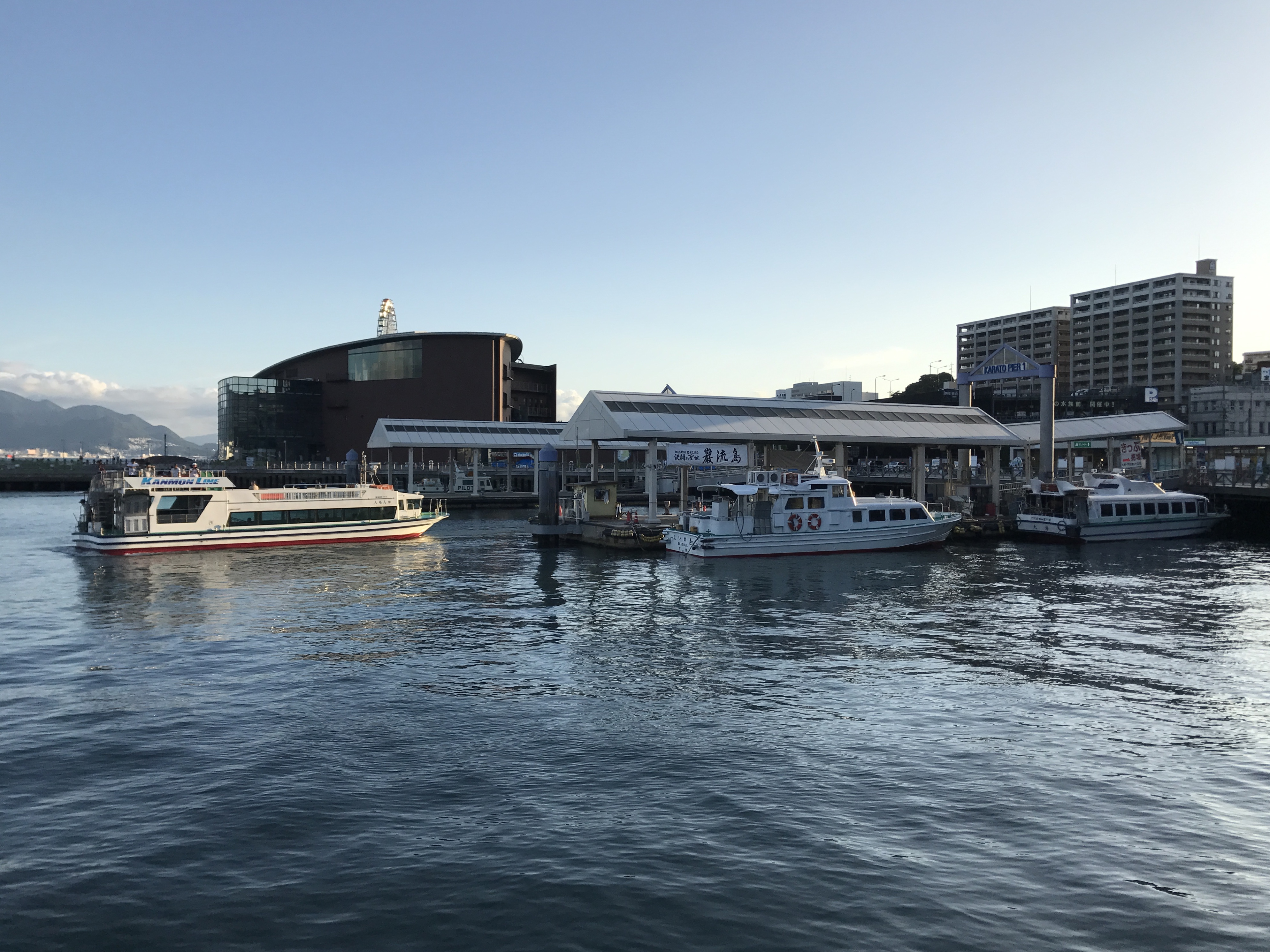
唐戶碼頭的關門聯絡船

### 铁路
市區內的主要車站為下關車站，是山陽本線和山陰本線的轉乘站，往南也可穿越關門海峽進入北九州市；山陽新幹線通車後，新下关站成為下關市轄內的新干线車站，但由於並非所有的新幹線列車都會停靠新下關車站，因此市區內的居民也會搭乘山陽本線往南至小倉車站換乘新幹線列車。
- 西日本旅客鐵道

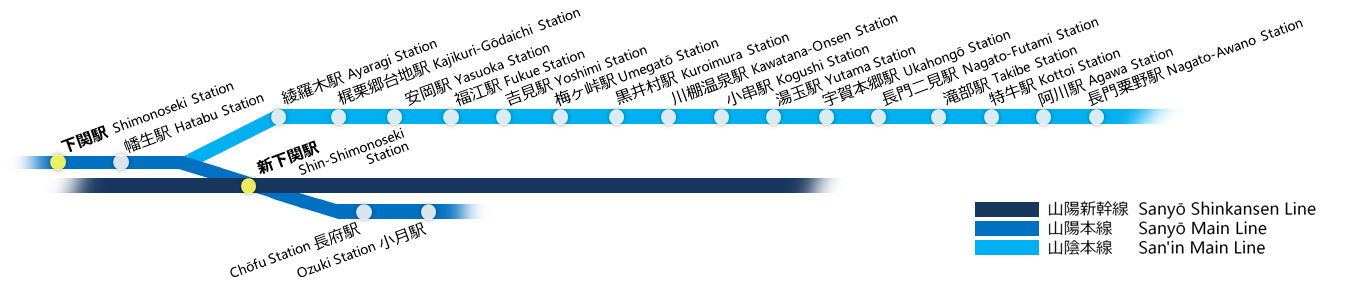
铁路网地图

  - 山阳新干线：（←山陽小野田市） - 新下关车站 - （北九州市→）
  - 山阳本线：（←山陽小野田市） - 小月站 - 長府站 - 新下关站 - 幡生站 - 下關站 - （關門隧道） - （北九州市）
  - 山阴本线：（←長門市） - 長門粟野站 - 阿川站 - 特牛站 - 瀧部站 - 長門二見站 - 宇賀本鄉站 - 湯玉站 - 小串站 - 川棚溫泉站 - 黑井村站 - 梅峠站 - 吉見站 - 福江站 - 安岡站 - 梶栗鄉台地站 - 綾羅木站 - 幡生站

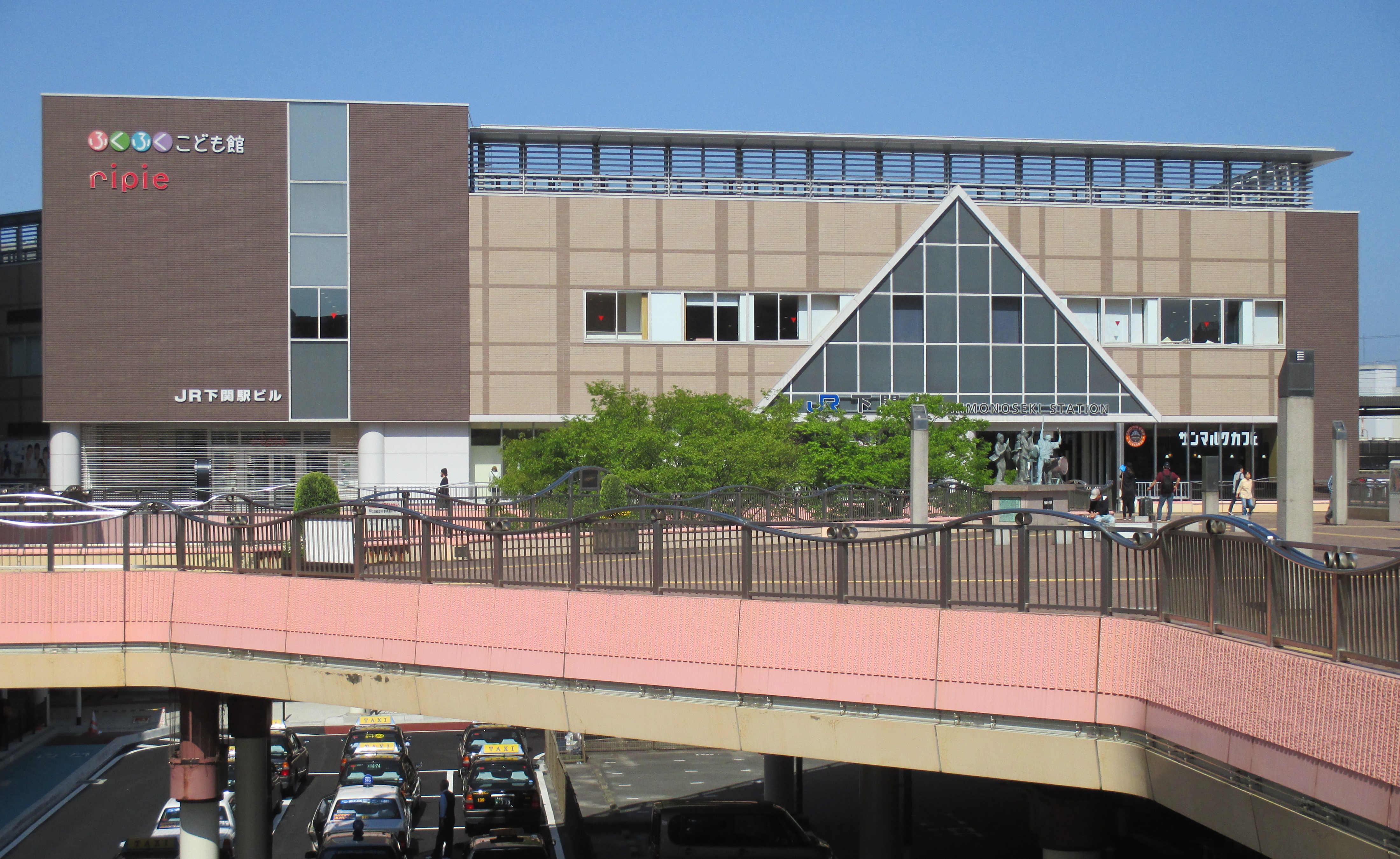
下關車站
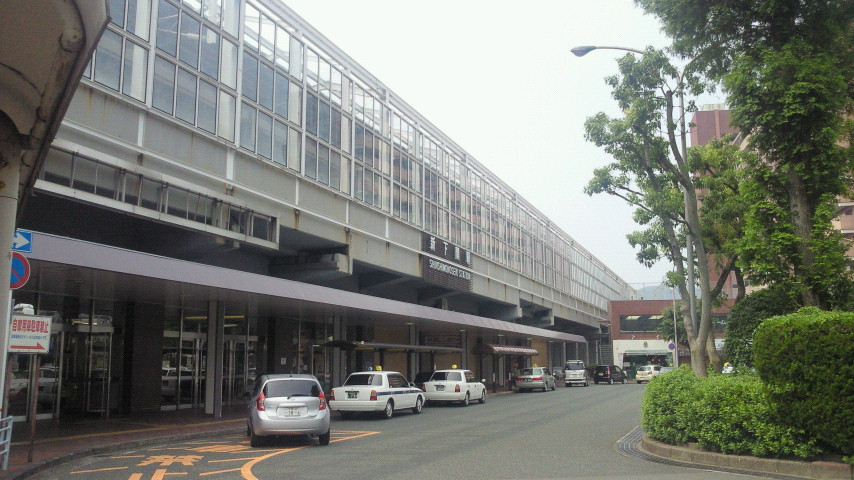
新下關車站
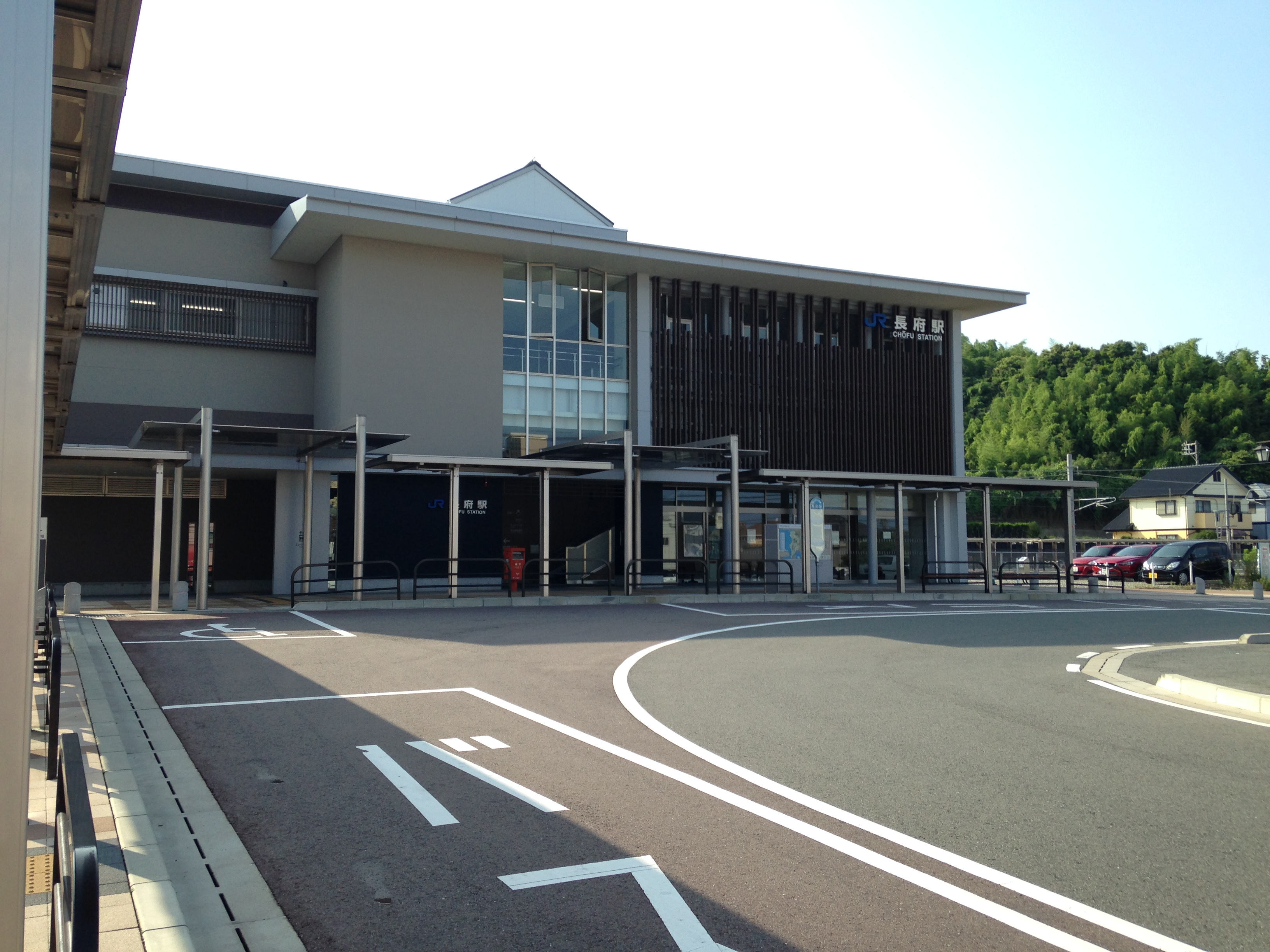
長府車站
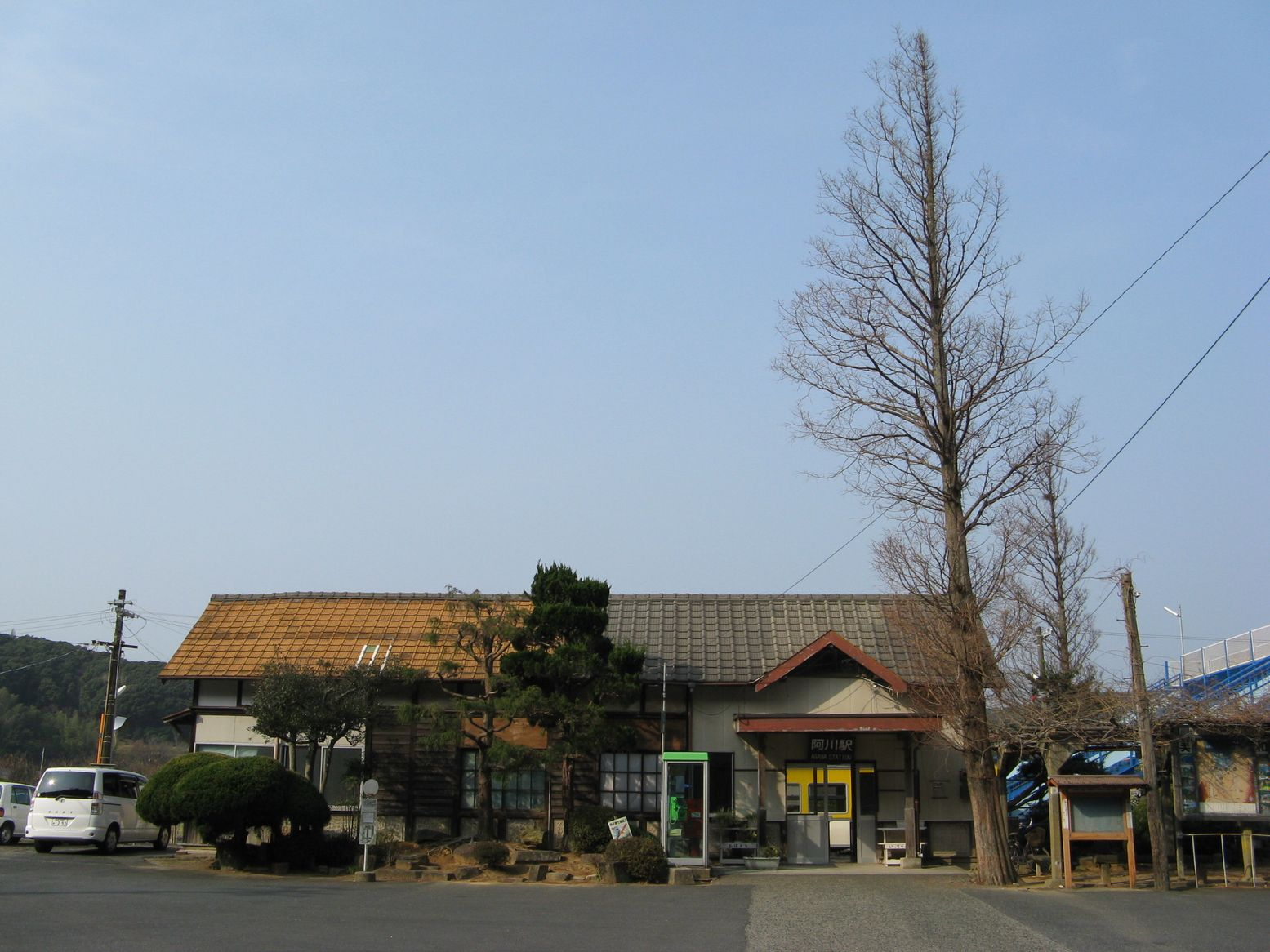
阿川車站
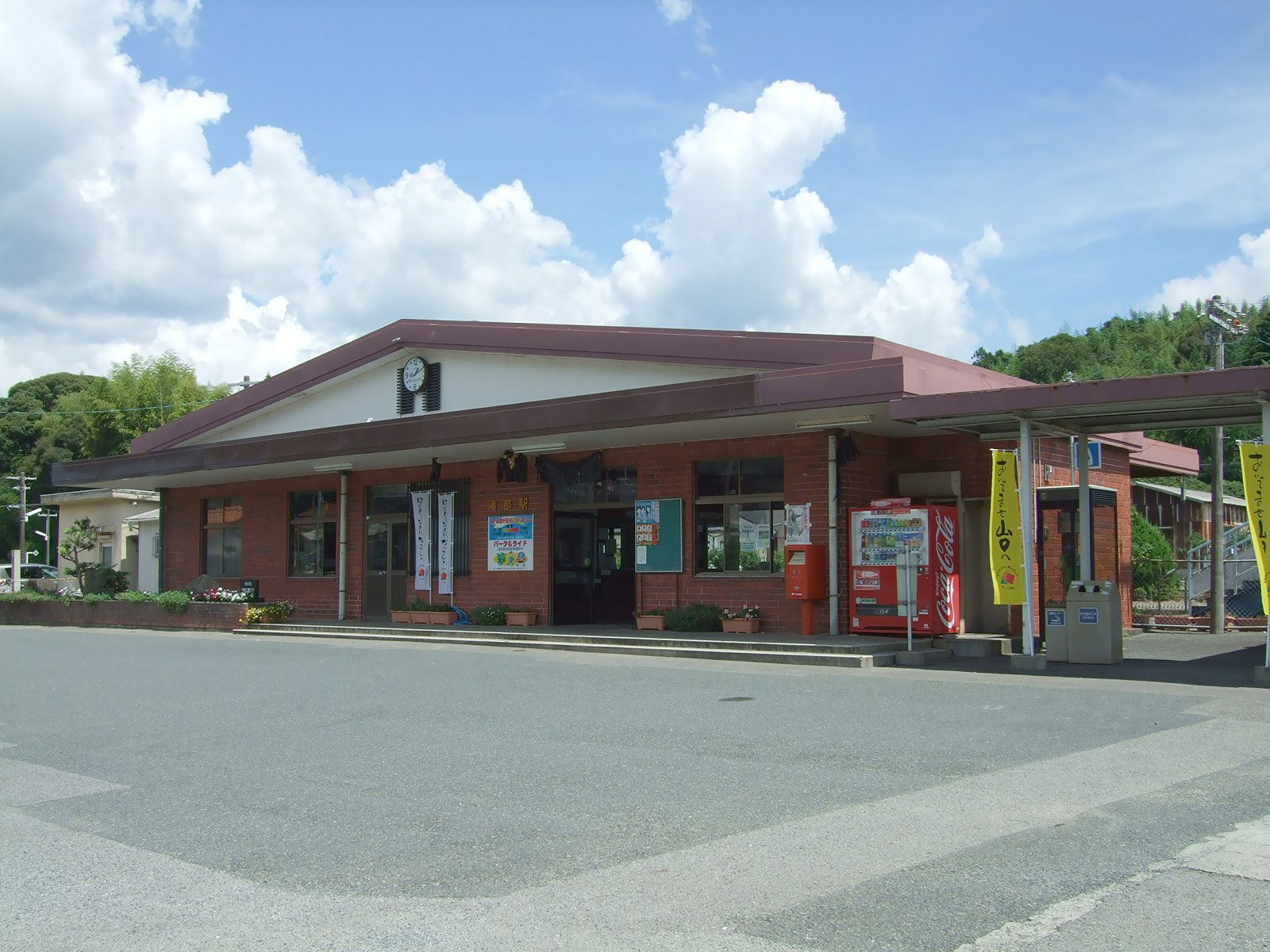
瀧部車站
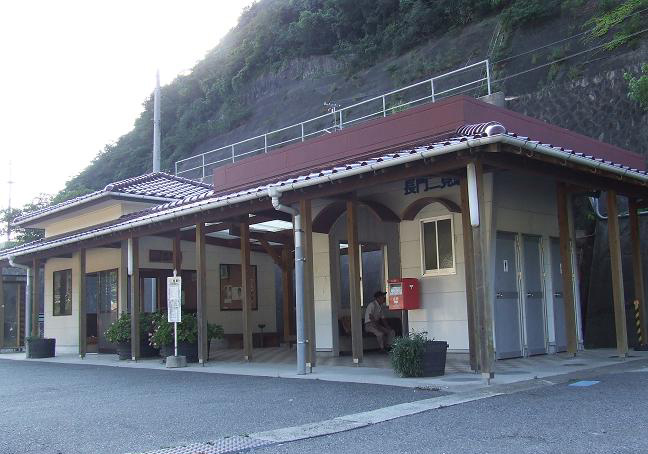
長門二見車站
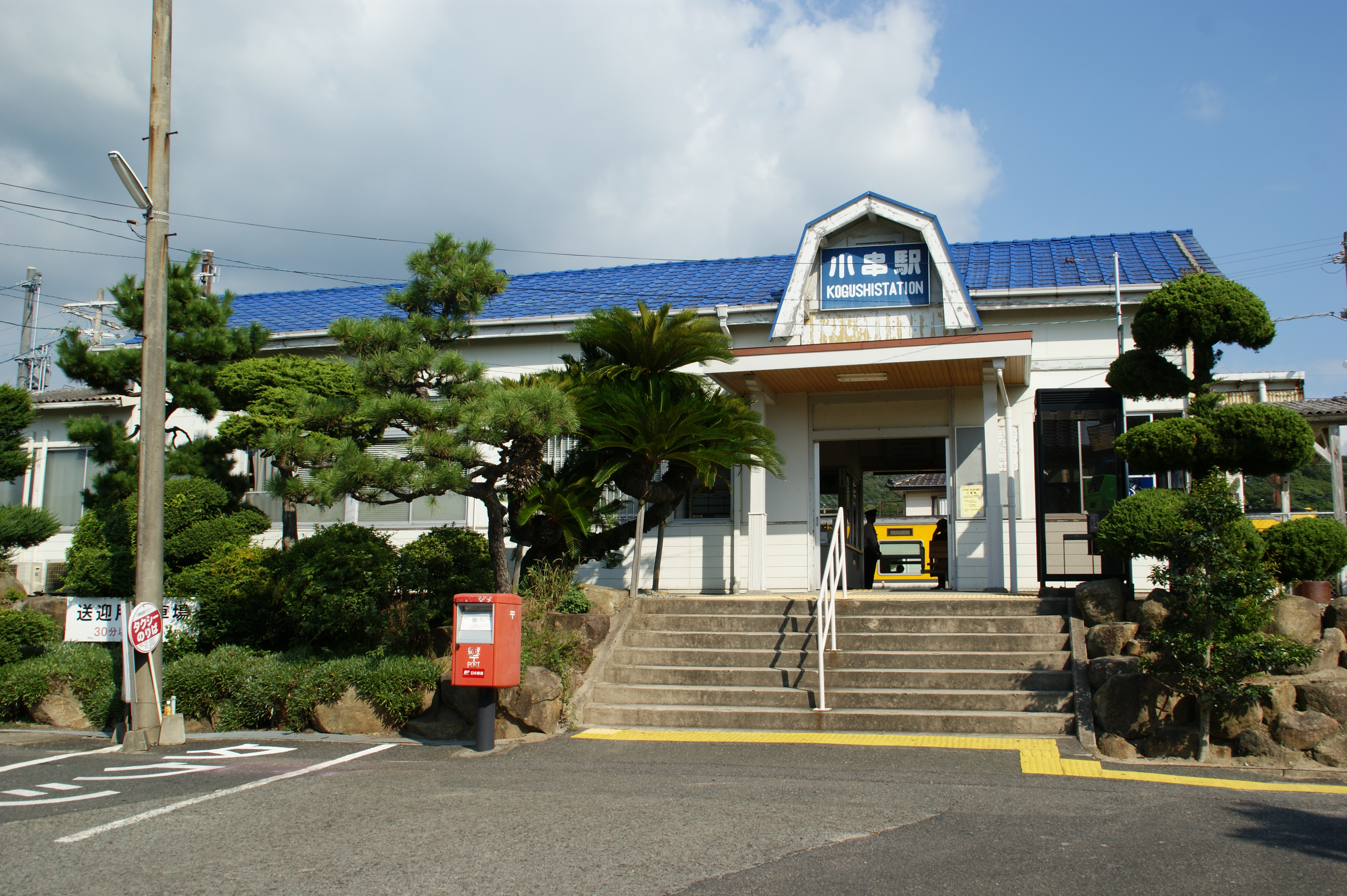
小串車站
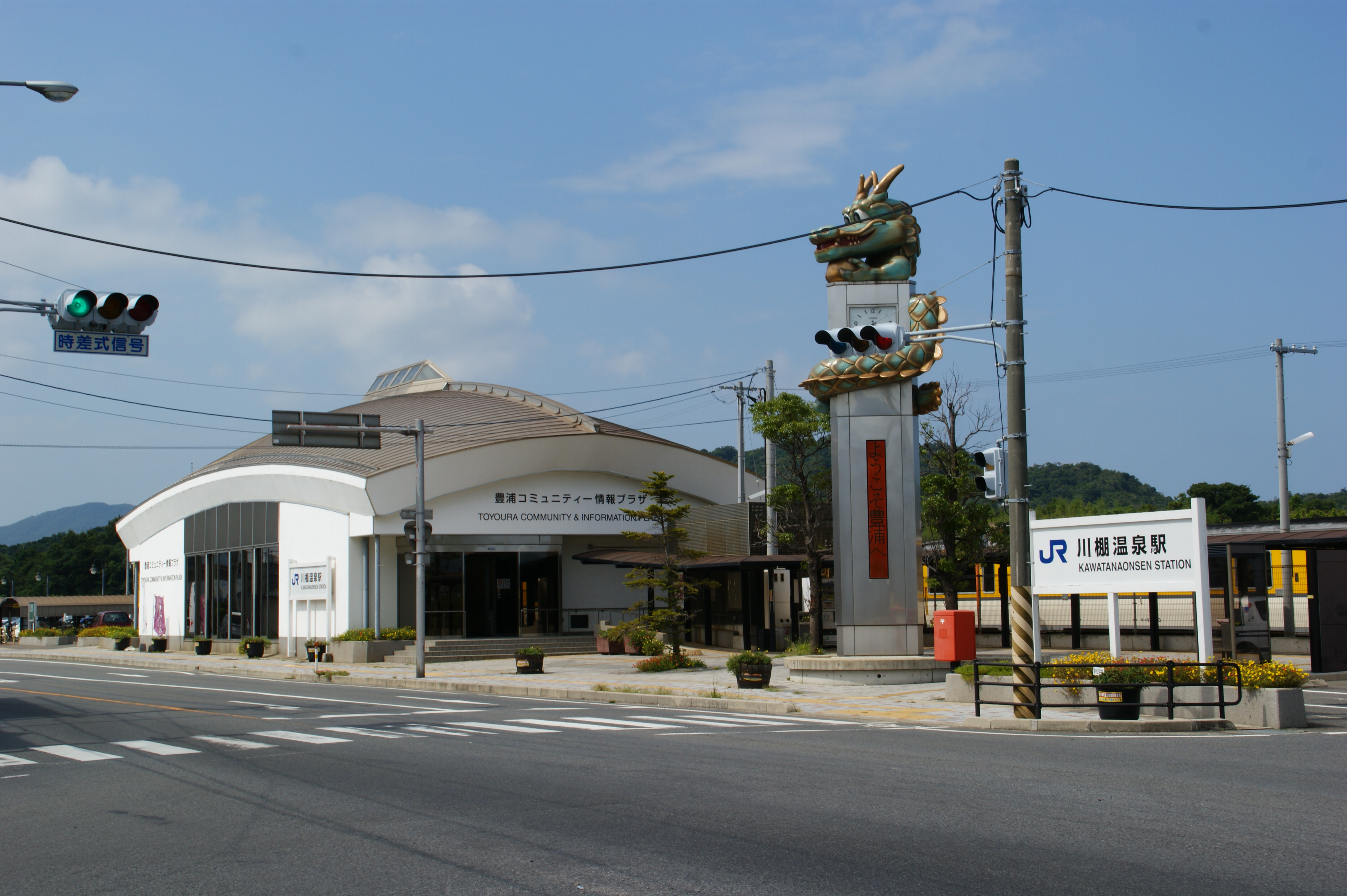
川棚溫泉車站

### 客運

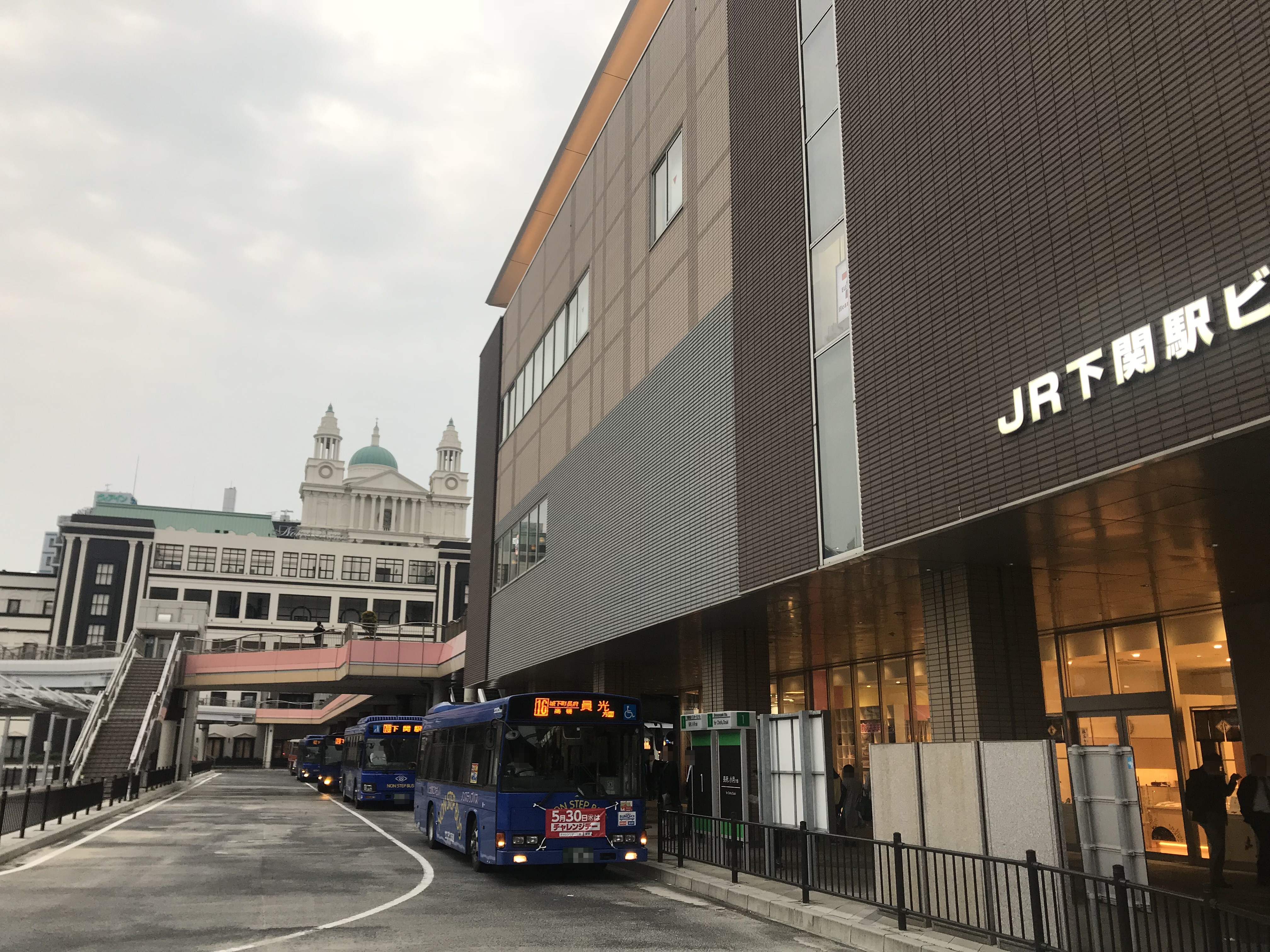
位於下關車站前的巴士站

轄內的客運主要由前身為山陽電氣軌道的山電交通、山電交通的子公司藍線交通、屬於市營的社區巴士下關市生活巴士共三家業者所經營。其中山電交通同時也和西鐵高速巴士共同經營前往福岡市的長途客運。

### 公路
中國自動車道和山陽自動車道在轄內交會，交會後一直往南進入下關市市區，再經關門橋往南進入九州。
高速公路
- 中国自动车道：（美禰市） - 下關系統交流道 - 小月交流道 - 王司停車區 - 下關交流道（日语：下関インターチェンジ） - （關門自動車道）
- 山陽自動車道：（山陽小野田市） - 下關系統交流道
- 關門自動車道：（中國自動車道） - 下關交流道 - 壇之浦停車區 - 關門橋 - （北九州市）

### 机场
下關市周邊的民用機場包括：位於宇部市的山口宇部机场、位於北九州市的北九州机场以及位於福岡市的福冈机场；其中山口宇部机场搭乘市內巴士即可到達，北九州機場則需先至小倉車站才能轉乘前往，而福岡機場則設有長途巴士可以從市區直接前往。

## 觀光資源
下关站周边及丰前田是金融、商业、娱乐集中区域，主要購物商場包括：
- SEAMALL下关：山口县最大的商场，其中下关大丸是一栋汇集了国内各名牌的流行购物大楼。
- GREEN MALL商店街（日语：グリーンモール商店街）：韩国城，聚集着以韩国烤肉为中心的各种餐厅，而且还有服装店、杂货店等。
- 丰前田商店街：山口县最大的饮食店、娱乐场所等之集中地。

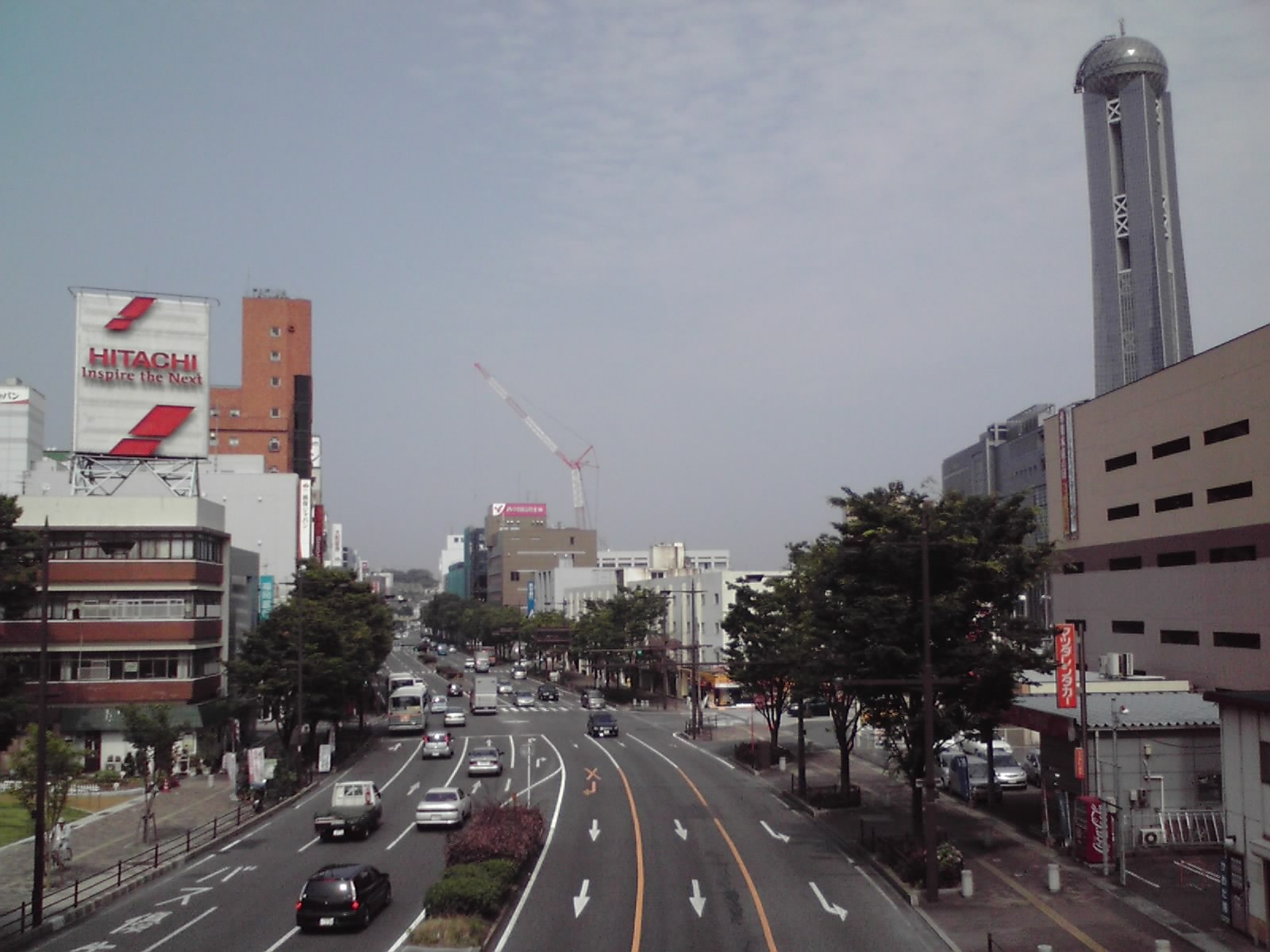
丰前田町
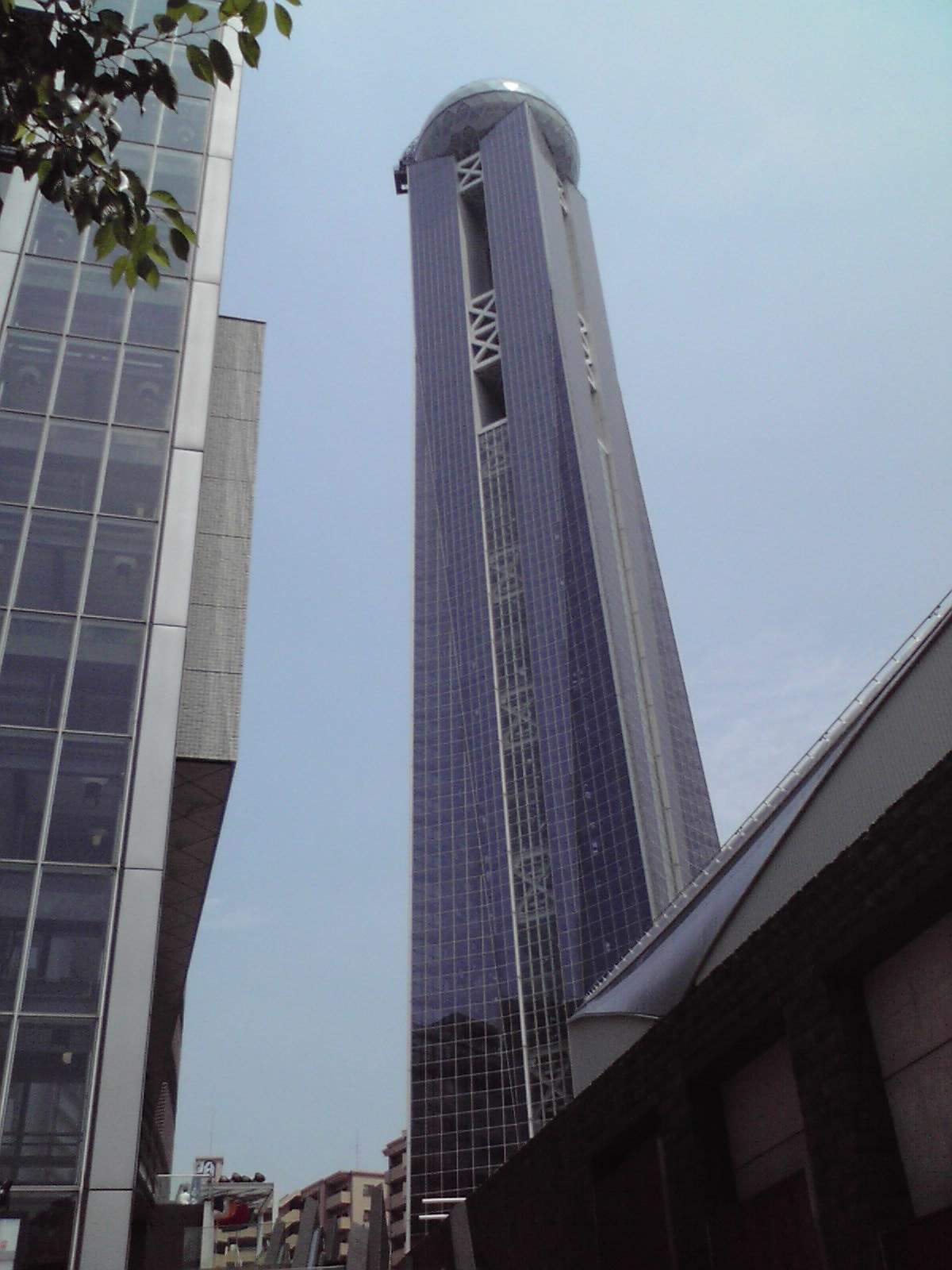
海峡梦塔

下關市市區中的唐戶地區有許多歷史遺跡和建築物，加上關門海峽沿岸的景色及市政府規劃的水岸景點海峽夢之塔、唐戶市場、下關市立下關水族館（海響館）、御裳川公園、下關市火之山纜車、火之山公園、關門人行隧道，這一區成為下關市最主要的觀光區域；這一區域也可透過關門汽船所經營的渡輪或觀光航線，再前往位於關門海峽對岸的門司港懷舊，或是位於海峽中因宮本武藏和佐佐木小次郎決鬥而有名的巖流島。
唐户怀旧地区的歷史建築包括：
- 旧秋田商会大楼：建于1915年，下关观光信息中心
- 下關南部町郵局（日语：下関南部町郵便局）：建于1900年
- 舊下關英國領事館（日语：旧下関英国領事館）：建于1906年，国家指定重要文化财产
- 赤间神宫：建于1191年
- 龜山八幡宮（日语：亀山八幡宮_(下関市)）：建于859年
- 日清議和紀念館：位於《馬關條約》談判和簽署的春帆樓旁邊。

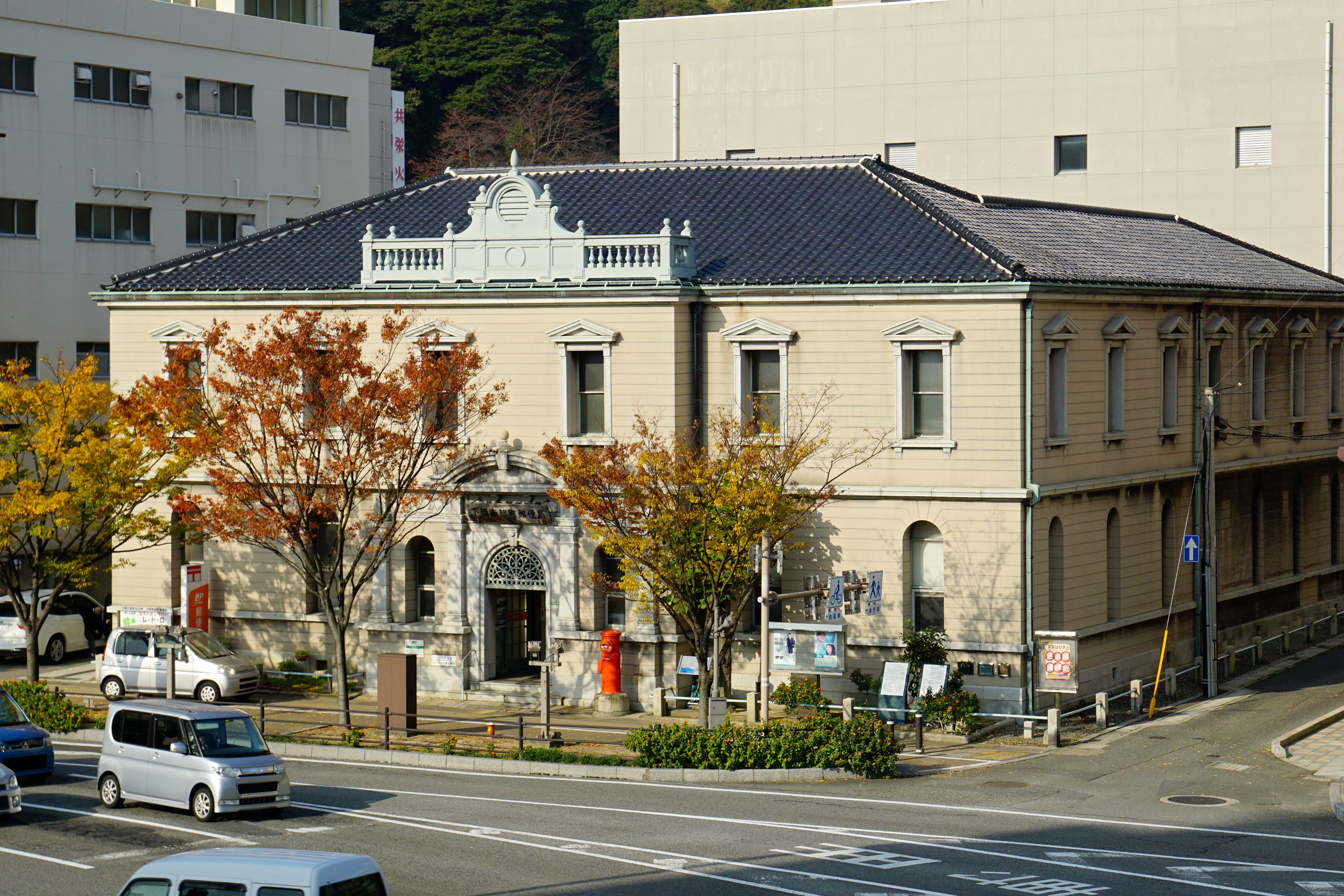
下關南部町郵局
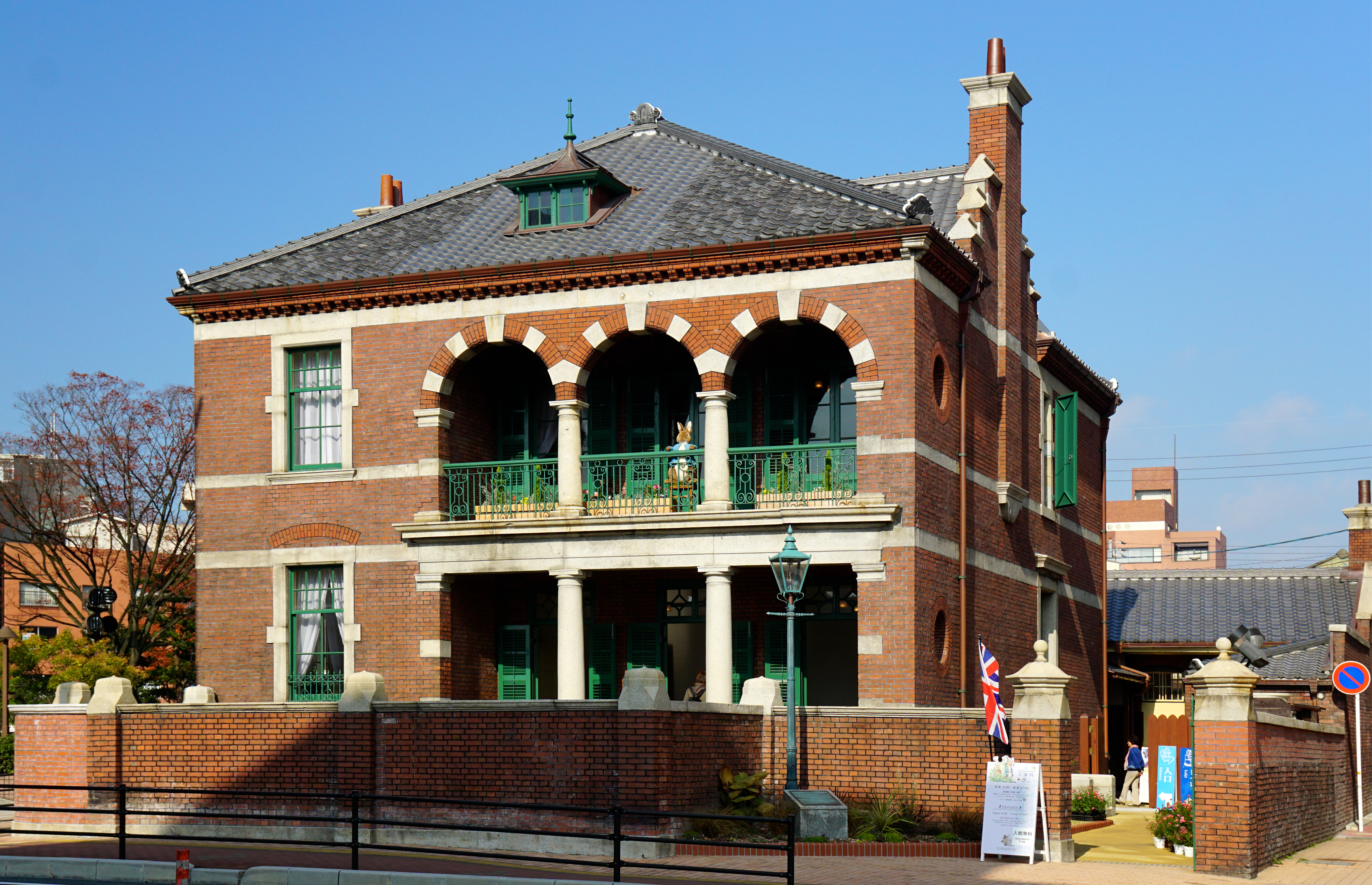
舊下關英國領事館
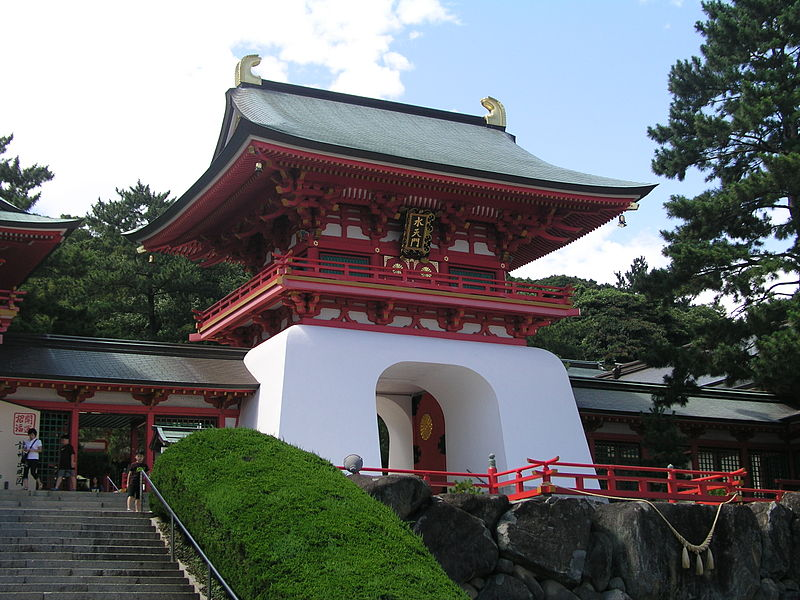
赤间神宫
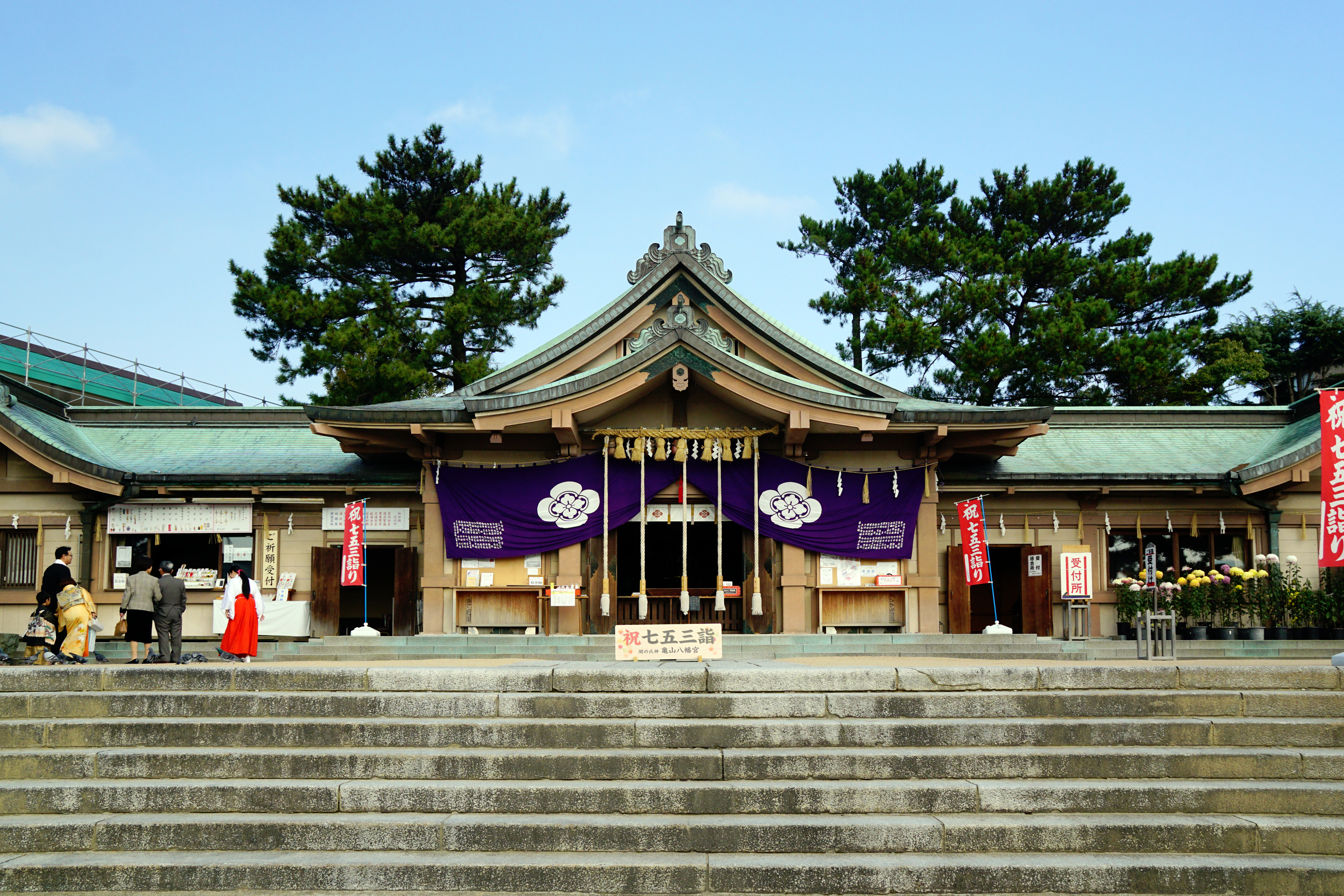
龜山八幡宮
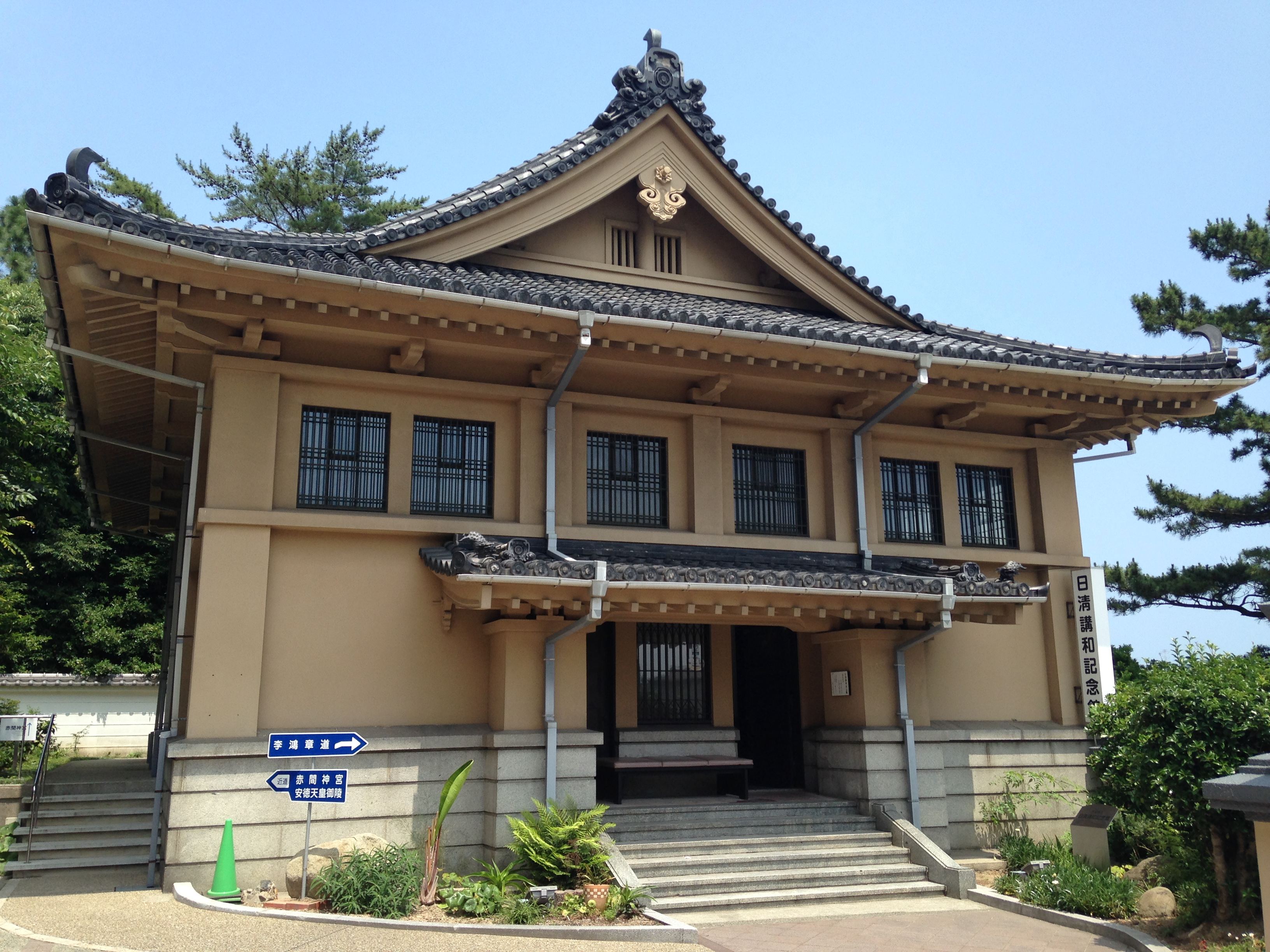
日清議和紀念館
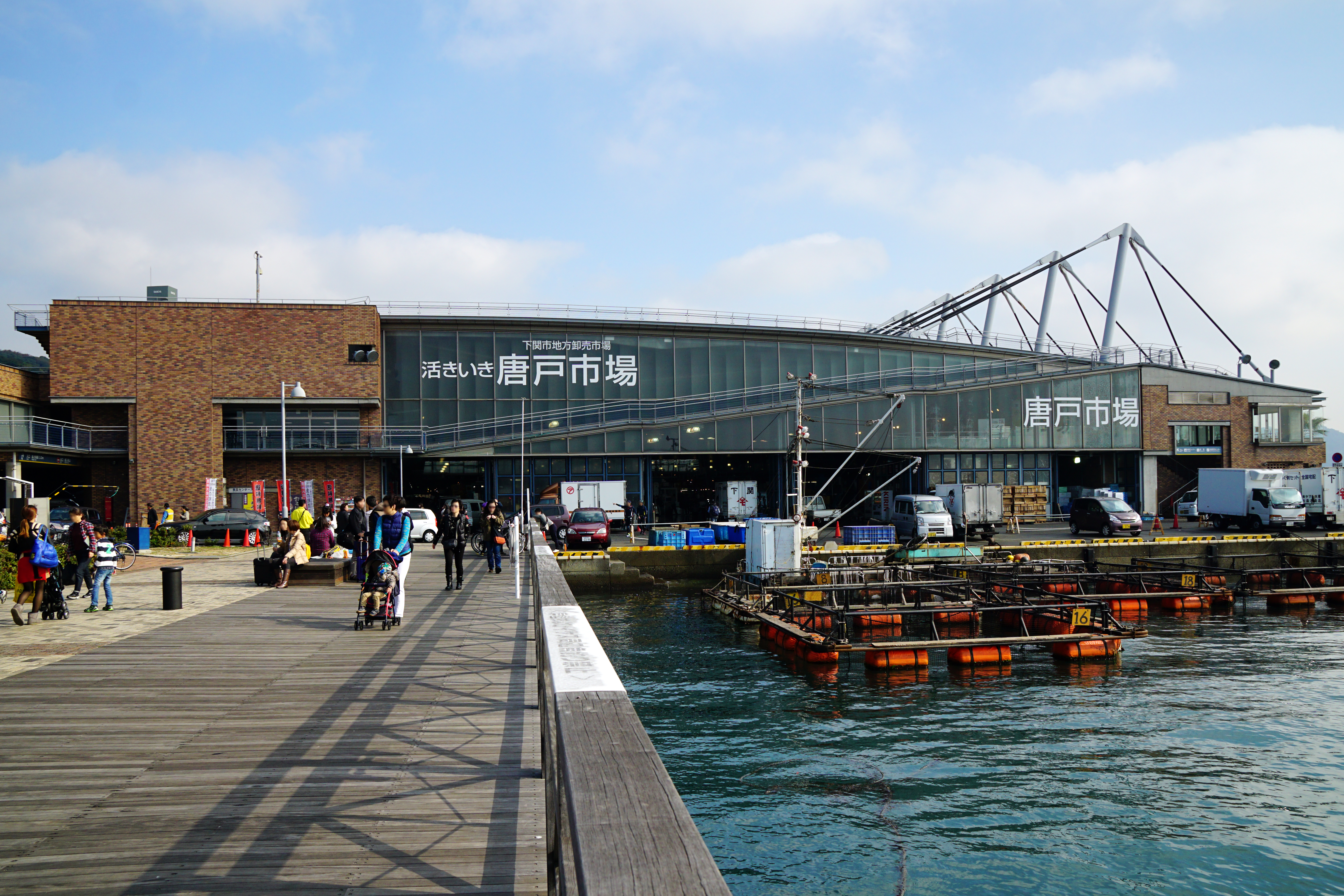
唐戶市場

長府地區因為因為過去在江戶時代是長府藩的城下町，至今仍留有包括功山寺、长府庭园等當時的神社寺廟及武士住宅。
在下關市北部靠日本海測，還有近年來因多部電視劇及廣告取景而火紅的角島大橋。
轄內的溫泉區有防長四湯之一已具有近千年歷史的川棚溫泉，其他還有日乃出溫泉、王司溫泉、吉見溫泉、大河內溫泉、津波敷溫泉、菊川溫泉、西之市溫泉、日野溫泉、一之俁溫泉、付野溫泉等小型溫泉。

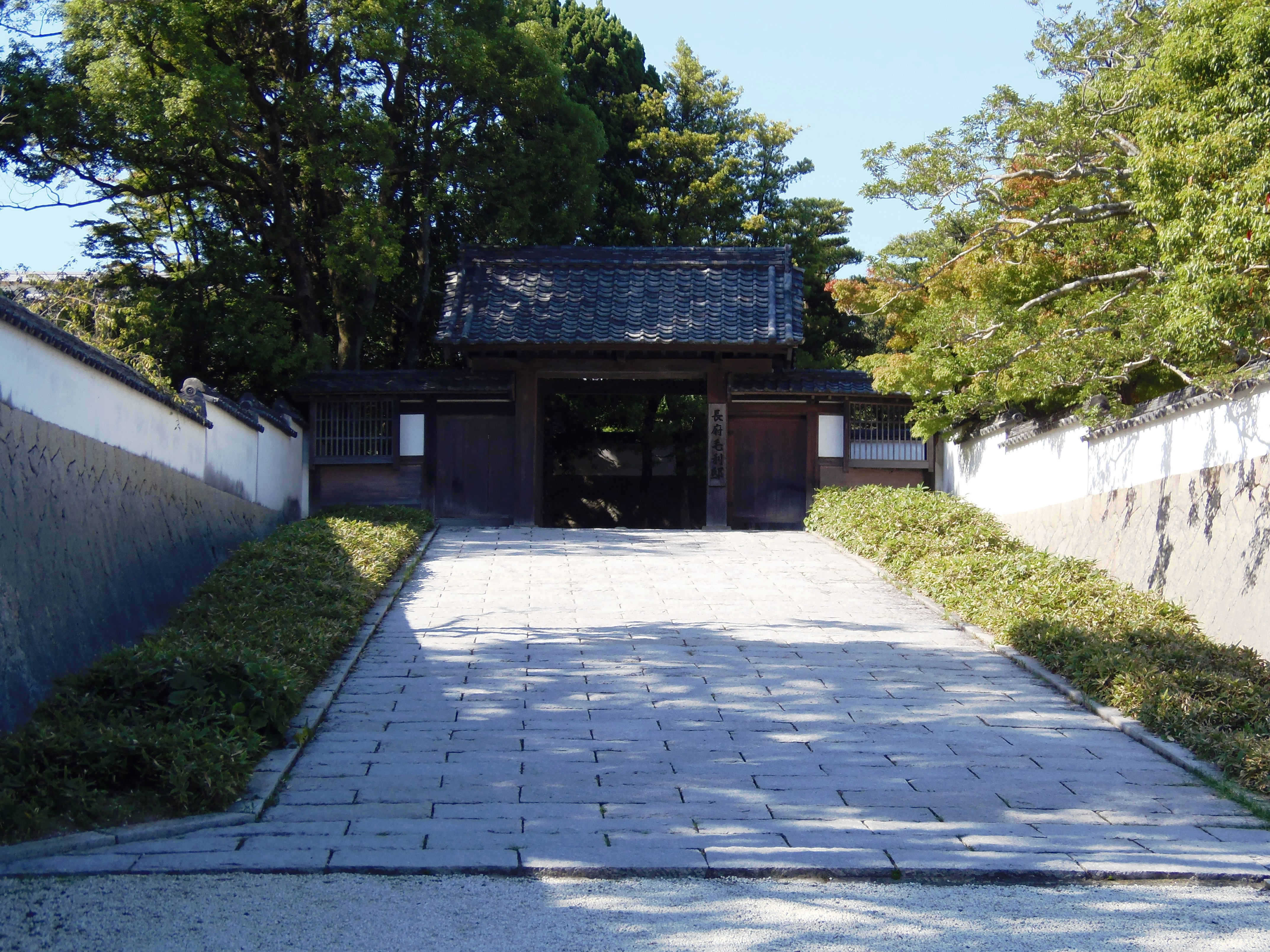
長府毛利邸的入口外觀
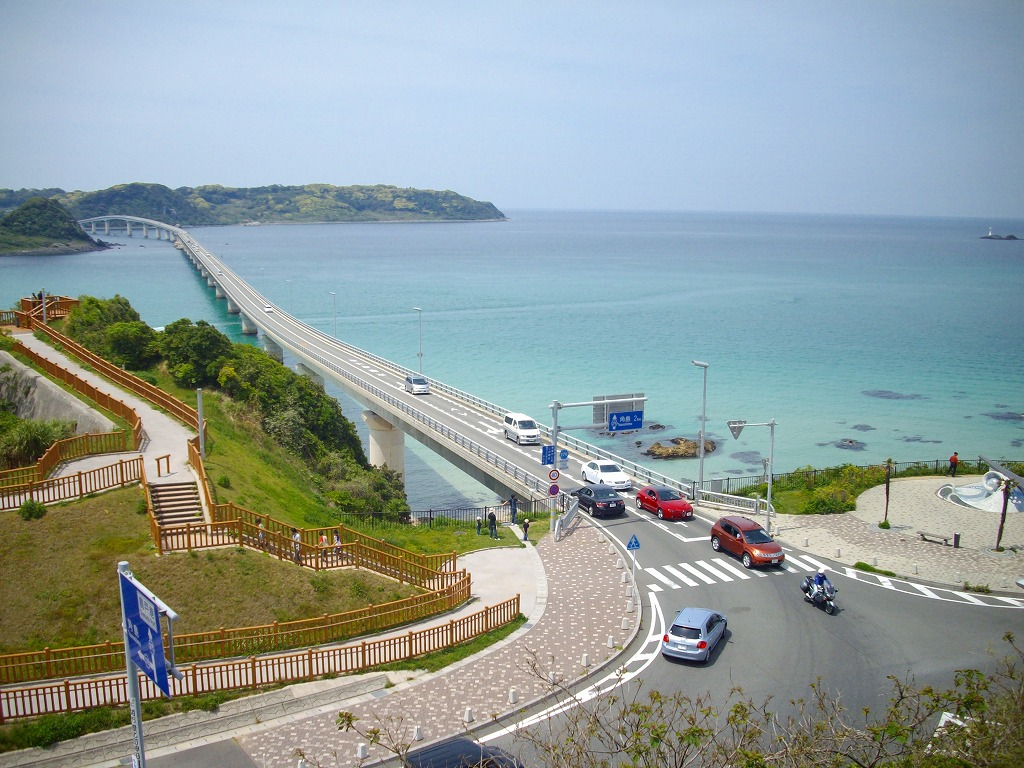
角島大橋

### 節日慶典
每年5月2日至4日期間赤間神宮會舉辦先帝祭，在那天會有穿着传统服饰的游行队列和绚丽多彩的后宫女官盛装，让人们似乎回到了800多年前的日本。
8月13日會與關門海峽對岸的北九州市一同舉辦關門海峽花火大會，下關一側的會場在唐戶，雙方會共同發射約1萬5千發煙火。
11月會舉辦下關海響馬拉松，約有一萬人參加，路線從下關車站出發，沿著關門海峽海岸線至長府地區折返後再回到市區，經彥島再沿著響灘海岸至長州出島再折返。

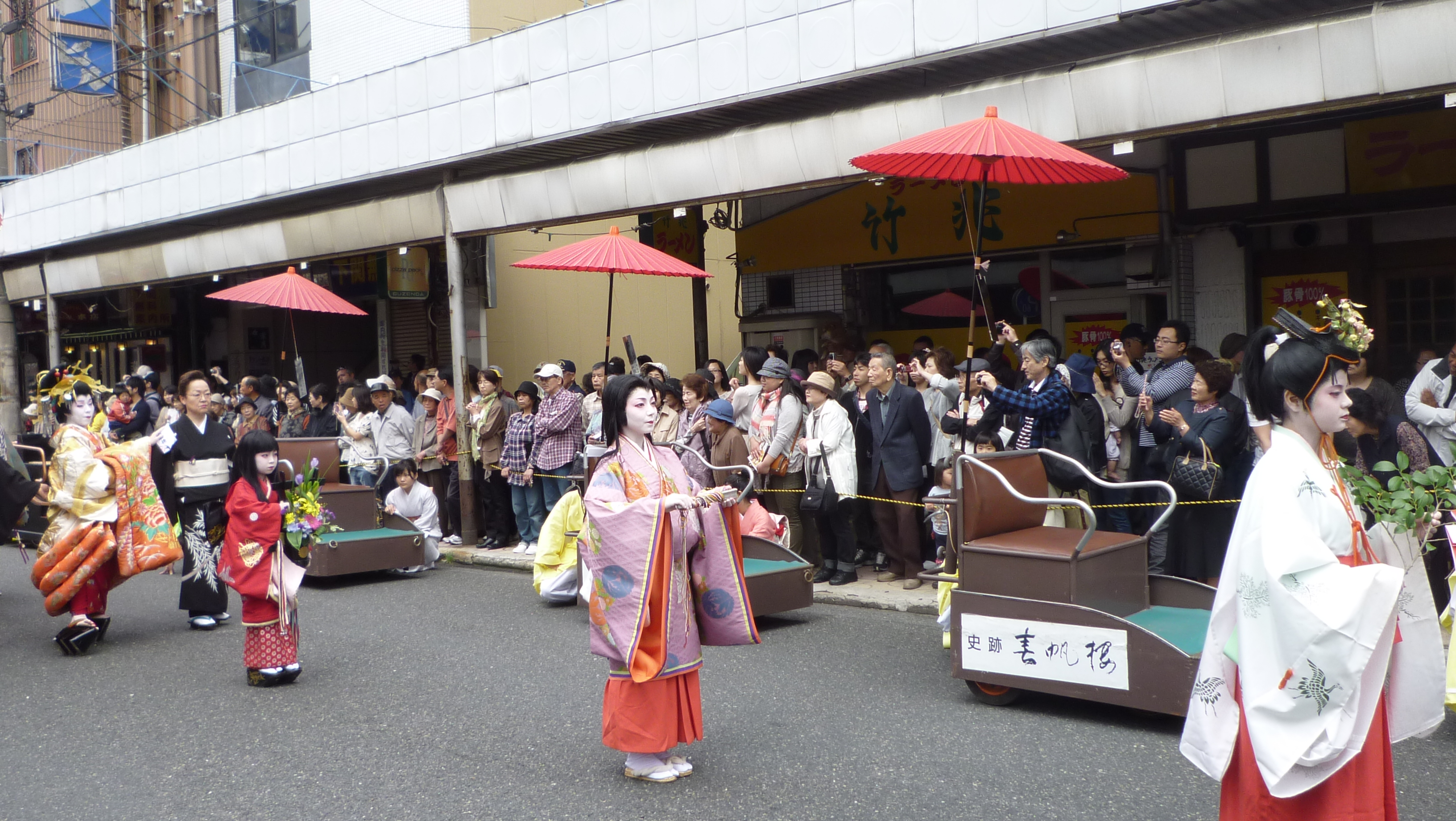
先帝祭
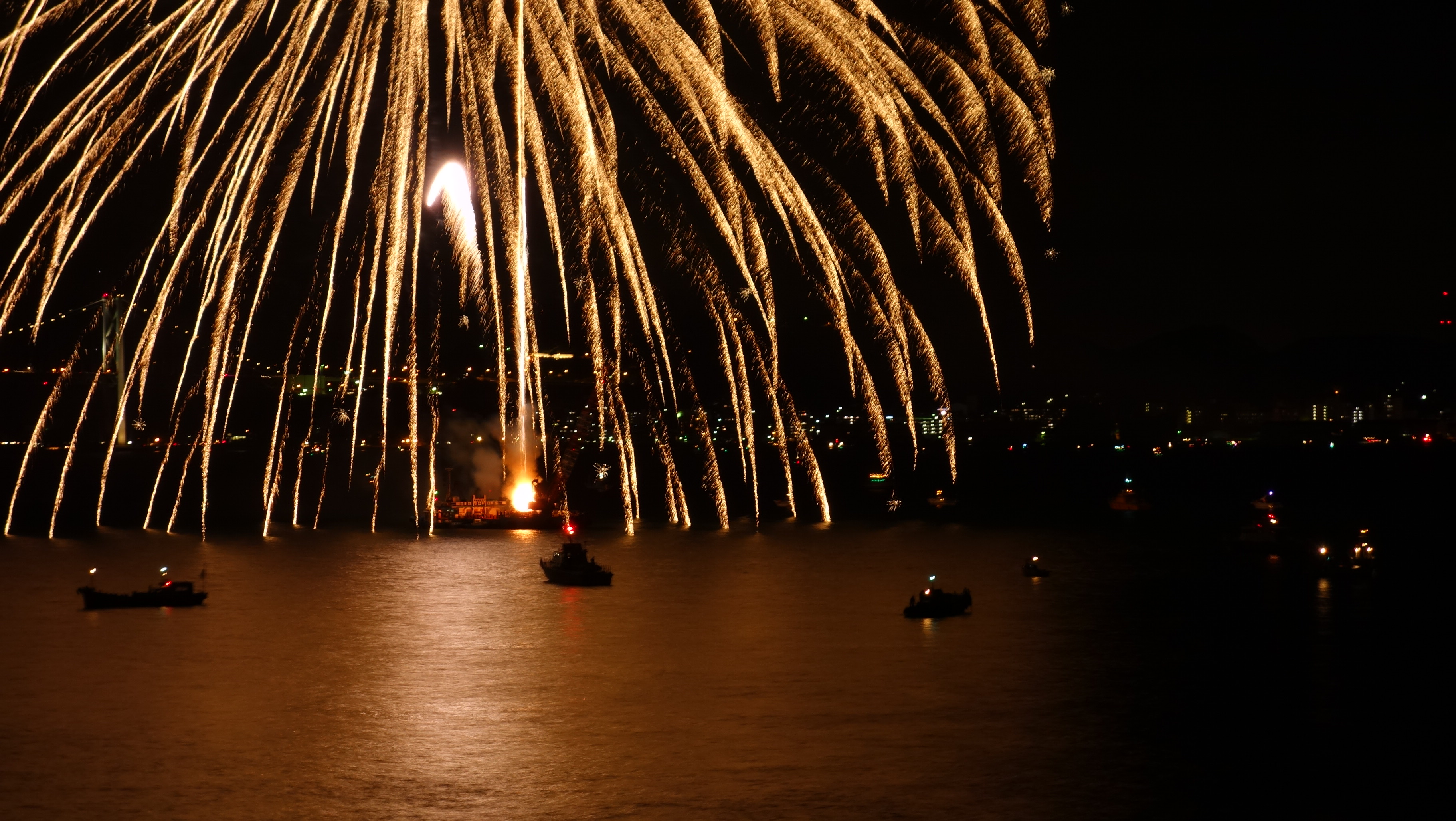
關門海峽花火大會

### 特色餐飲
下關在海產上的四大名物為：河魨、海膽、鯨、鮟鱇，因此也衍伸出具有下關地方特色的三大鍋物料理：河魨鍋、鮟鱇鍋、腸鍋。
在山口縣盛行的瓦蕎麥是源自下關市的川棚溫泉，製法為利用烧热的瓦片来代替盘子，將荞麦放於其上，搭配独特的汤料，使荞麦面香脆可口。
辛子明太子則是20世紀初期，利用關釜聯絡船從朝鮮半島輸入黃線狹鱈的魚卵，使得下關成為日本辛子明太子的發源地。

## 教育
下關市轄內的高等教育學校包括下關市立大學、東亞大學、梅光学院大学和下關短期大學。
農林水產省水產廳在此也設有屬於省廳大學校的水產大學校專門培養水產業的人才。
中等教育學校在經過2010年代的整併後，目前共有9間公立高中和5間私立高中，同時也有一間完全中學－山口縣立下關中等教育學校。
此外因為有大量朝鮮人居住於此，轄內也有屬於朝鮮學校的山口朝鮮初中級學校，過去原本也有山口朝鮮高級學校，但在2006年因學生不足而關閉。

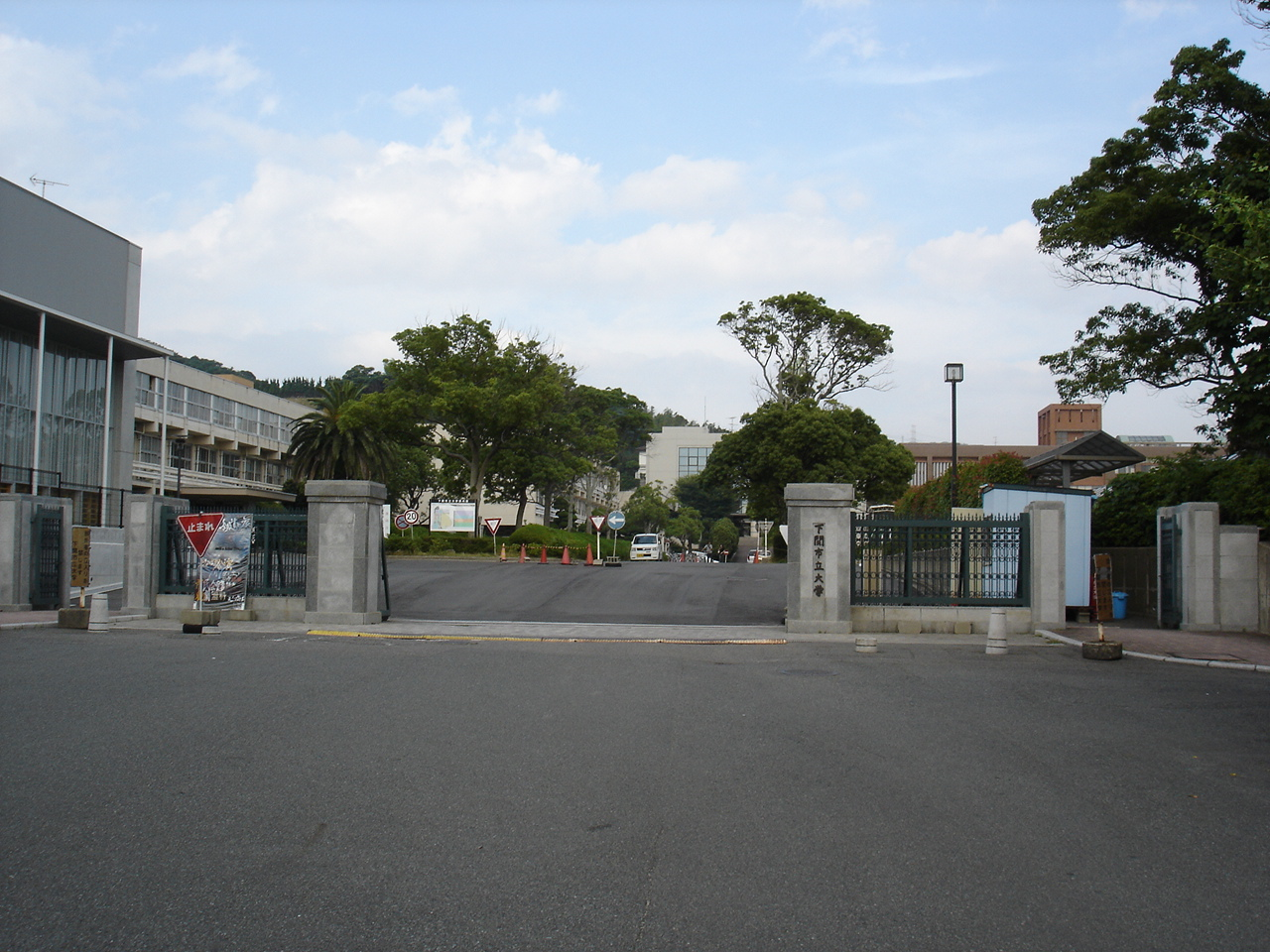
下關市立大學
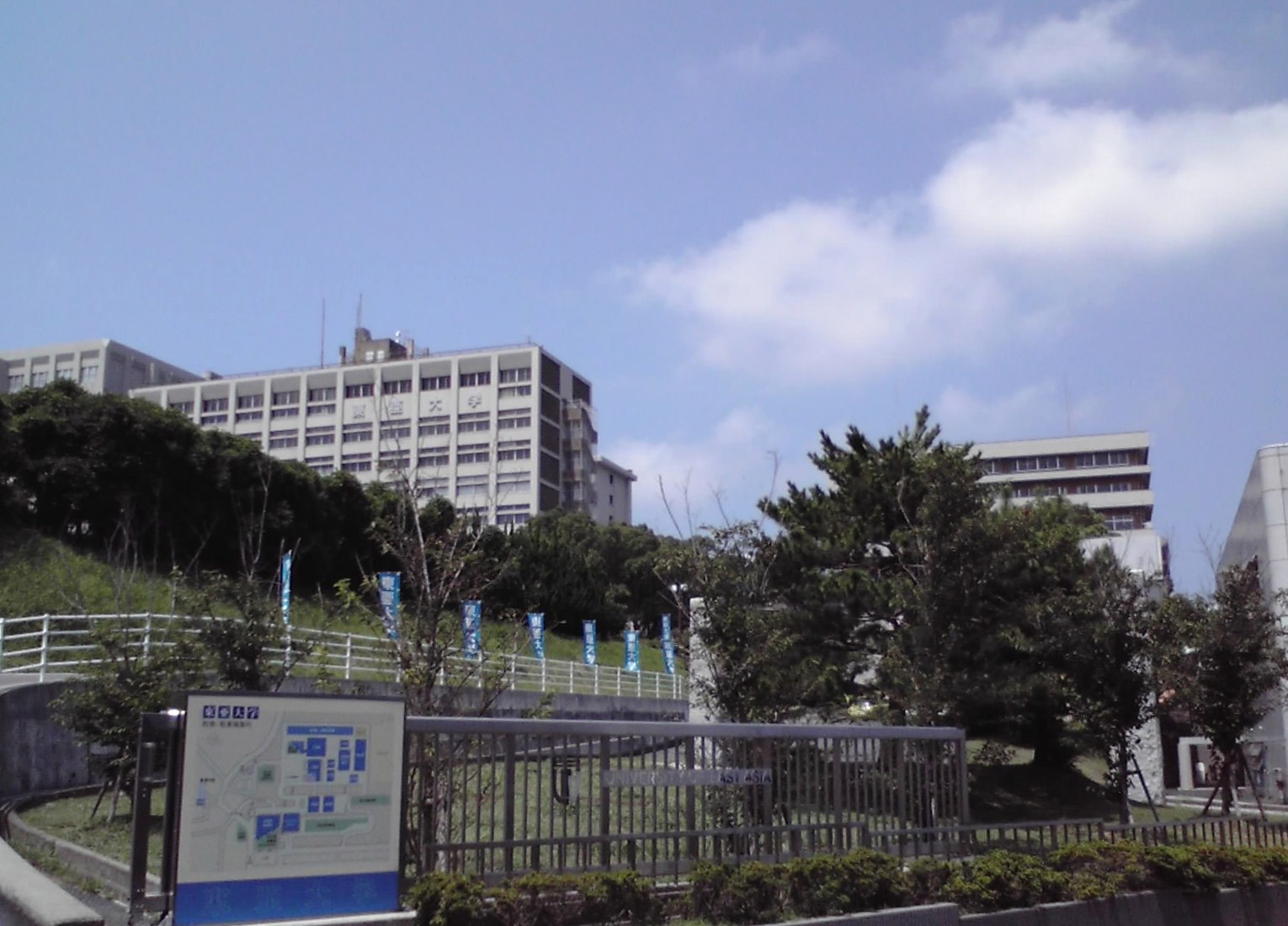
東亞大學
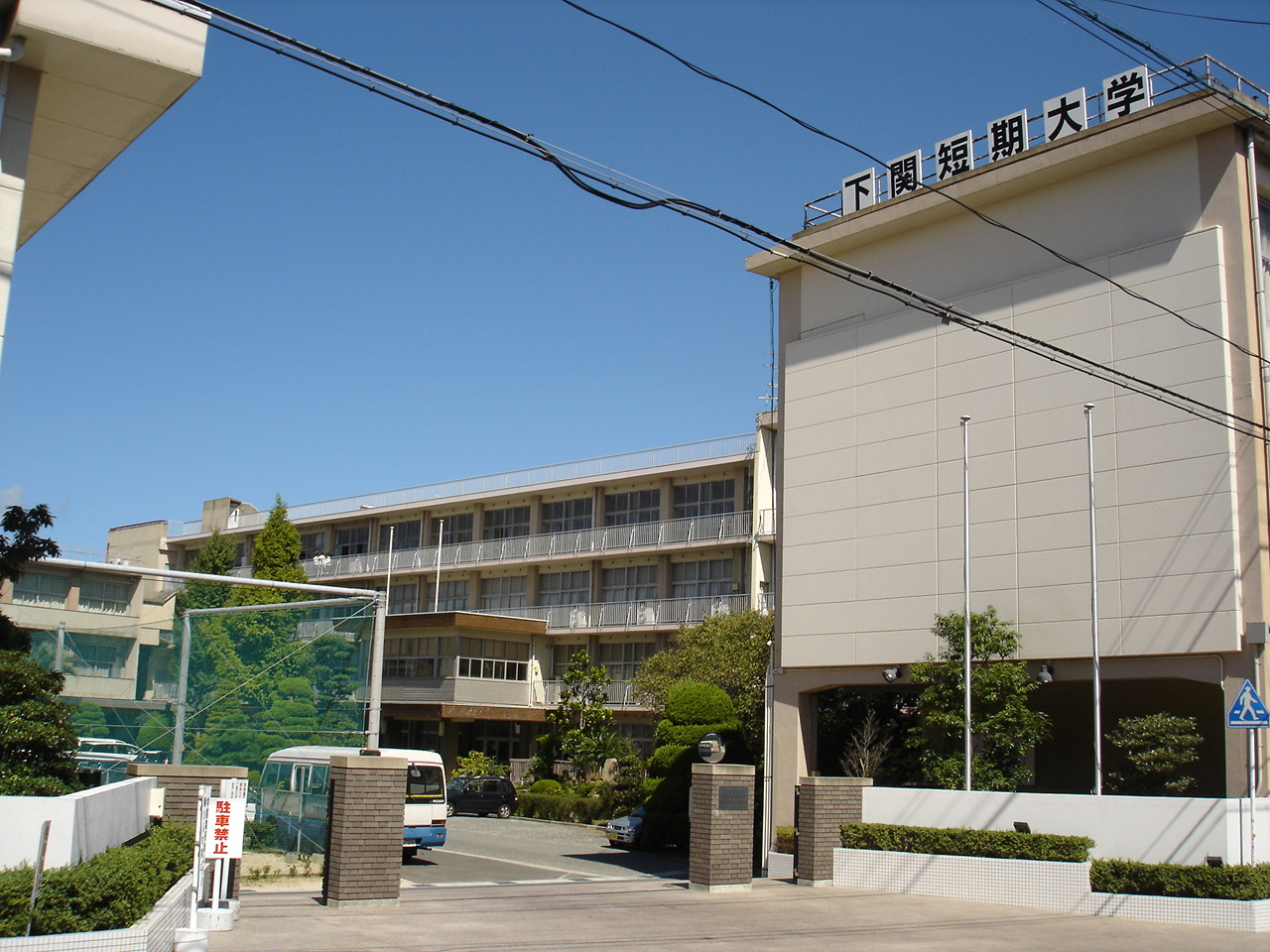
下關短期大學
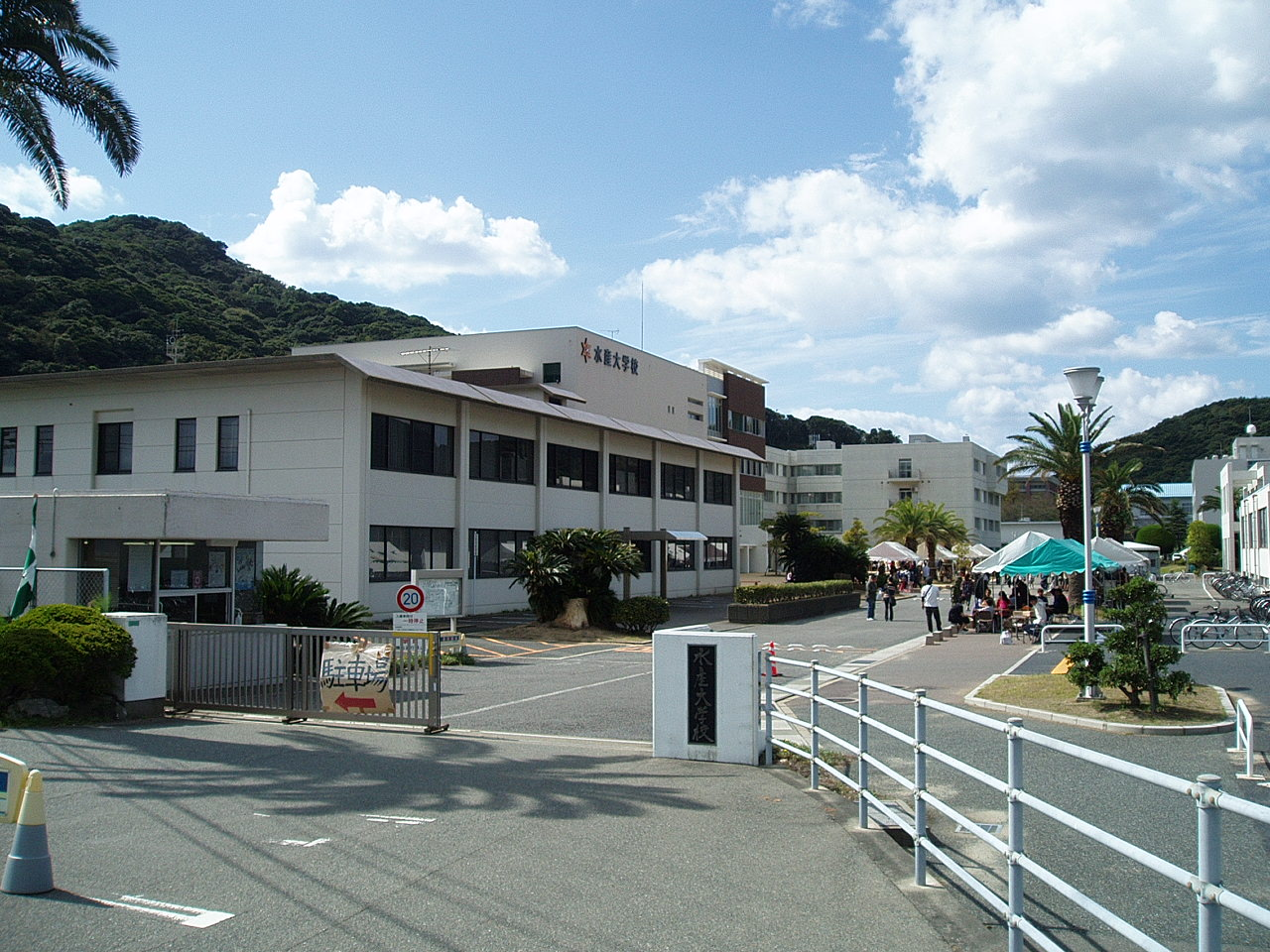
水產大學校

## 姊妹、友好城市

### 日本
- 菊川市（静冈县）
兩地於1995年締結為姊妹都市。

### 海外
| 国别           | 城市名称   | 簽署时间       | 协议签署地       |
| -------------- | ---------- | -------------- | ---------------- |
| 中华人民共和国 | 青島市     | 1979年10月3日  | 下关             |
| 巴西           | 桑托斯     | 1971年10月6日  | 桑托斯           |
| 土耳其         | 伊斯坦布尔 | 1972年5月16日  | 下关、伊斯坦布尔 |
| 南韓           | 釜山廣域市 | 1976年10月11日 | 釜山廣域市       |
| 美国           | 匹兹堡     | 1998年12月18日 | 匹兹堡           |

## 本地出身之名人
| - 林芳正：政治人物，參議院議員 - 高木義明：政治人物，眾議院議員 - 船戶與一：小說家 - 田中慎彌：小說家 - 赤江瀑：小說家 - 天木直人：外交官 - 山際澄夫：記者 - 青池保子：漫畫家 - 名越稔洋：遊戲製作人 - 松田優作：演員、歌手 - 細川俊之：演員 - 山下真司：演員 - 田中絹代：演員、導演 - 若本規夫：配音員 - 神代知衣：配音員 | - 田村淳：搞笑藝人 - 山本讓二：演歌歌手 - Takahiro：歌手 - 河田陽菜：偶像藝人 - 和田薰：作曲家 - 寺川奈津美：氣象預報員 - 池永正明：棒球選手 - 藤本英雄：棒球選手 - 原澤久喜：柔道選手 - 豐真將紀行：大相撲力士 - 豐響隆太：大相撲力士 - 中本健太郎：馬拉松選手 - 三吉慎藏：幕末長府藩士 - 乃木希典：大日本帝國陸軍大將 |

## 註解
1. ↑  山陽本線和山陰本線的交會站為幡生站，但山陰本線停經幡生站的列車會繼續開往下關車站